# Hanse

Ausbreitung der Hanse um 1400, nach Droysen, 1886

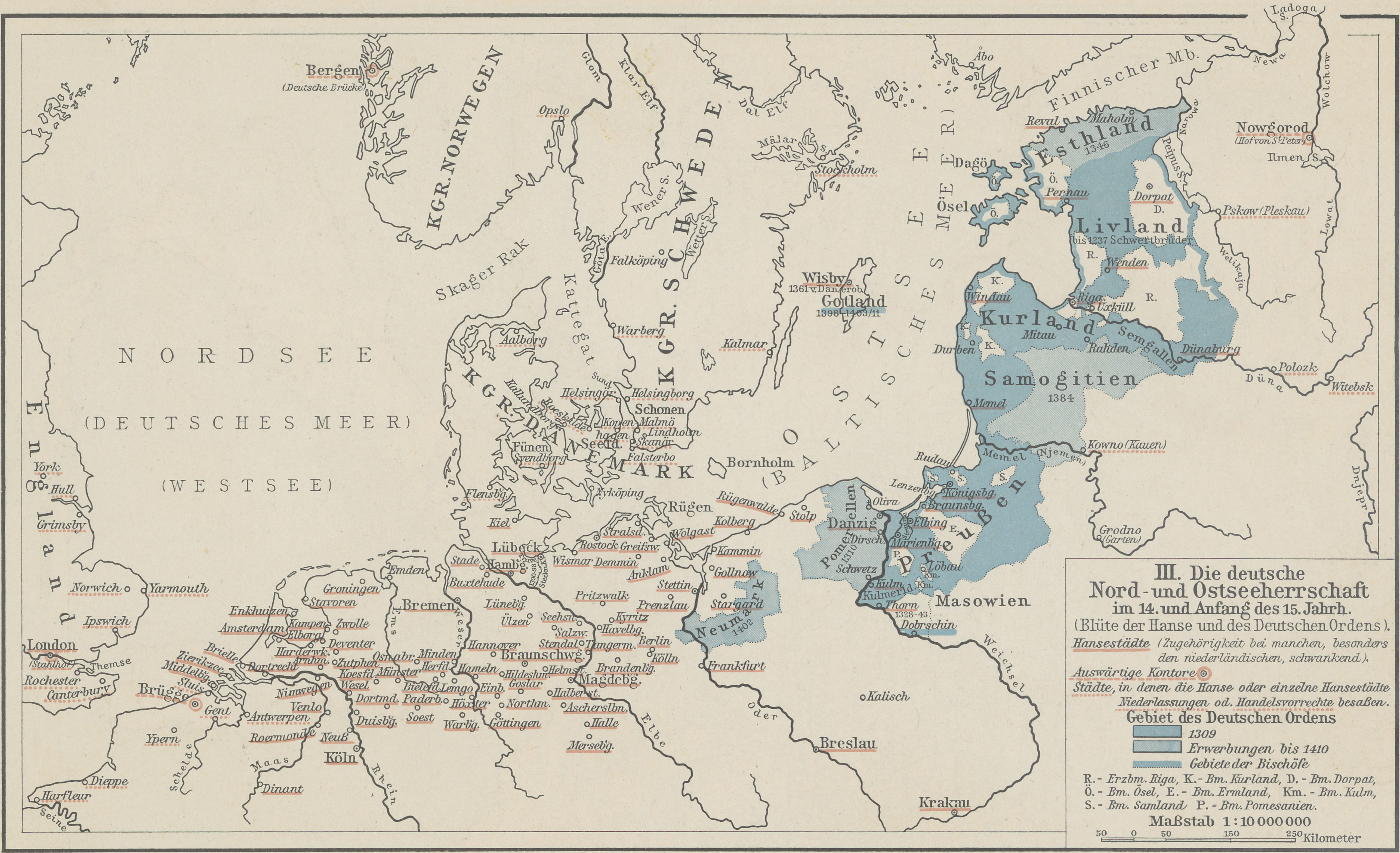
Die Hansestädte und der Deutsche Orden im 14. Jahrhundert und Anfang des 15. Jahrhunderts

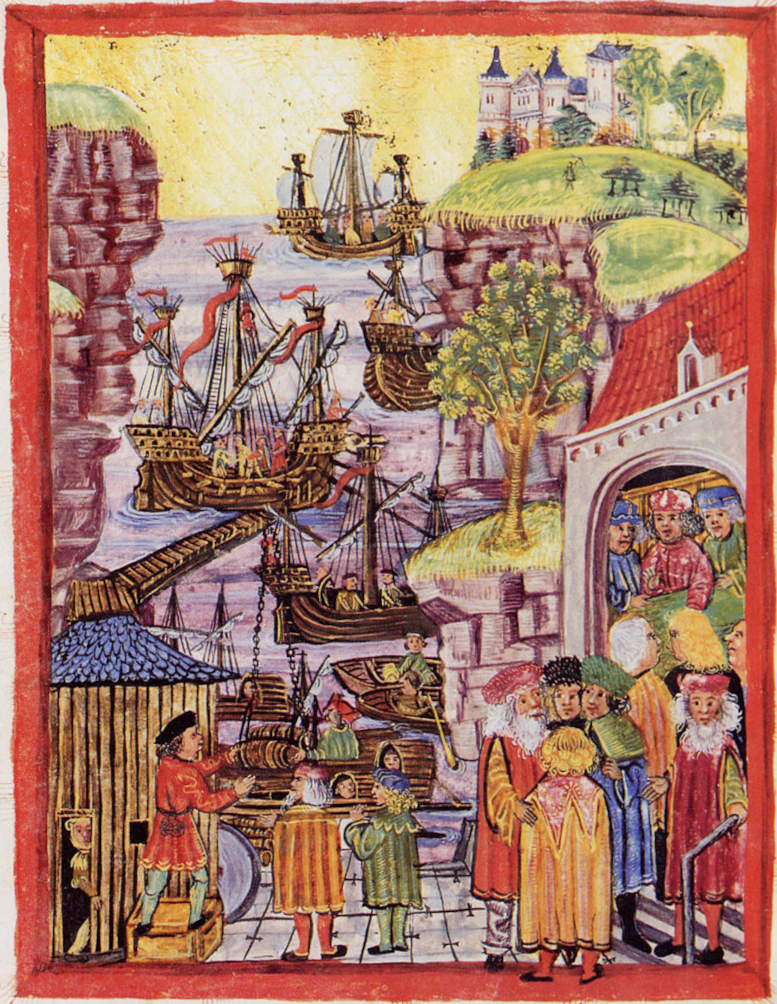
Abbildung aus dem Hamburger Stadtrecht von 1497

Hanse (auch Deutsche Hanse oder Düdesche Hanse, Dudesche Hense, lateinisch Hansa Teutonica) ist die Bezeichnung für die zwischen Mitte des 12. Jahrhunderts und Mitte des 17. Jahrhunderts bestehenden Vereinigungen hauptsächlich norddeutscher Kaufleute, deren Ziel die Sicherheit der Überfahrt und die Vertretung gemeinsamer wirtschaftlicher Interessen besonders im Ausland war. Die Hanse war nicht nur auf wirtschaftlichem, sondern auch auf politischem und kulturellem Gebiet ein wichtiger Faktor.
Eine Entwicklung von der „Kaufmannshanse“ zu einer „Städtehanse“ lässt sich spätestens Mitte des 14. Jahrhunderts mit erstmaligen nahezu gesamthansischen Tagfahrten (Hansetagen) festmachen, in denen sich die Hansestädte zusammenschlossen und die Interessen der norddeutschen Kaufleute vertraten. Die genaue Abgrenzung zwischen „Kaufmannshanse“ und „Städtehanse“ ist jedoch umstritten.
Die Farben der Hanse (weiß und rot) finden sich noch in den Stadtwappen vieler Hansestädte. In den Zeiten ihrer größten Ausdehnung waren beinahe 300 See- und Binnenstädte des nördlichen Europas in der Städtehanse zusammengeschlossen. Eine wichtige Grundlage dieser Verbindungen war die Entwicklung des Transportwesens, insbesondere zur See, weshalb die Kogge zum Symbol für die Hanse wurde. Durch Freihandel gelangten viele Hansestädte zu großem Reichtum, was sich an zahlreichen bedeutenden Bauwerken ablesen lässt.
„Hanse“ oder „Hänse“ nannten sich auch andere Kaufmannsverbünde bis nach Österreich, unabhängig von der „großen“ norddeutschen Hanse. Bei ihnen handelte es sich in der Regel nicht um politische Bünde zwischen Städten und Territorien, sondern um Bruderschaften, denen einzelne Händler beitraten. Oft waren solche Bünde auf einen bestimmten Jahrmarkt ausgerichtet und übernahmen während dessen Dauer wirtschaftliche Kontrollfunktionen, wie sie in größeren Städten von den Zünften durchgeführt wurden.

## Wortherkunft
Die Benennung Hanse leitet sich vom althochdeutschen Wort hansa ab, das im Hochmittelalter zur Übersetzung des lateinischen cohors („Gefolge, Schar, Gruppe“) wurde, der frühestbelegten Eigenbezeichnung der Hanse. Das vorherige gemeingermanische *hanso bezog sich wahrscheinlich auf „eine Gemeinschaft mit einer gesamtlichten Kasse und wobei gemeinsam Mahlzeiten verzehrt wurden“. Vergleiche gotisch hunsl („Opfermahlzeit“) und schweizerdeutsch hans („Trinkgelage“). Auch die finno-ugrischen Sprachen entnahmen *hanso aus den frühgermanischen Sprachen, vergleiche finnisch kansa („Volk“), karelisch kanža („Sammlung“) und estnisch kāz(a) („Genosse, Gemahl“).

## Politische Geschichte
Die Hanse war über lange Zeit eine politische Macht ersten Ranges. Obwohl ihre Mitglieder nicht souverän waren – sie verblieben jeweils unter der Herrschaft unterschiedlicher weltlicher und kirchlicher Gewalten –, war sie wirtschaftlich und militärisch erfolgreich. Anfang und Ende der Hanse sind schwer zu bestimmen.

### Entstehung der Kaufmannshanse (bis etwa 1250)

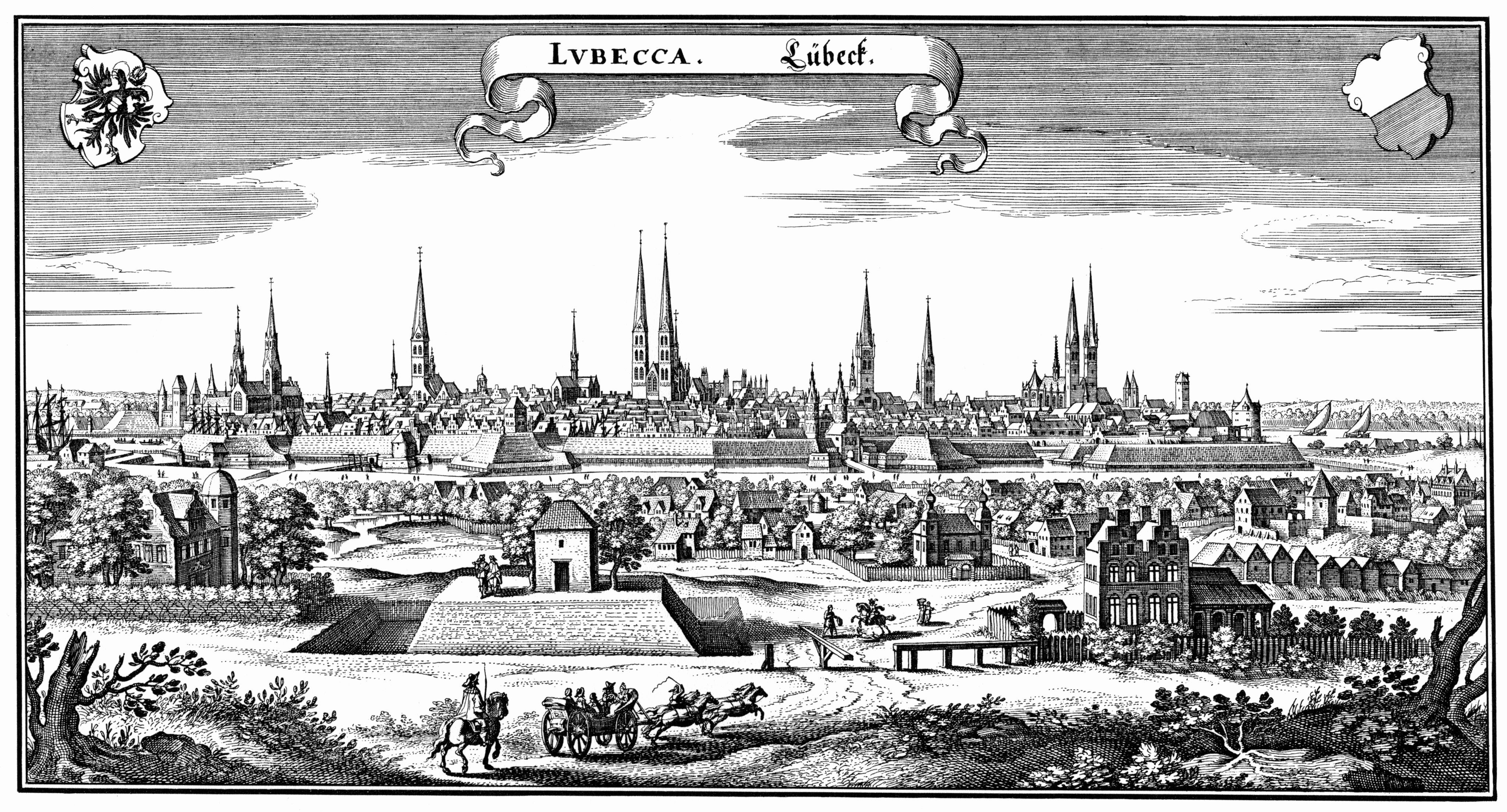
Lübeck im 17. Jahrhundert

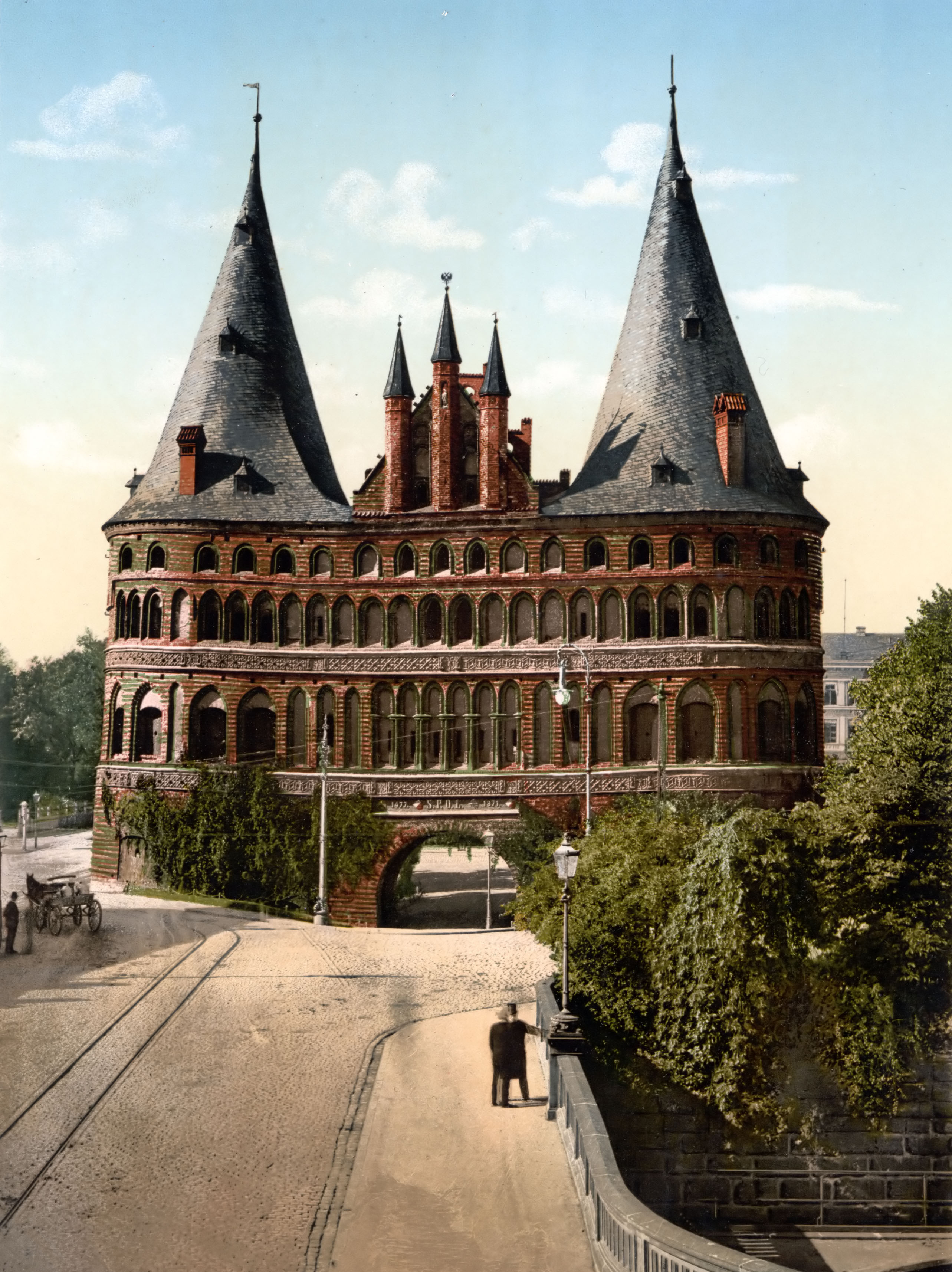
Das Holstentor (Stadtseite) in Lübeck um 1900

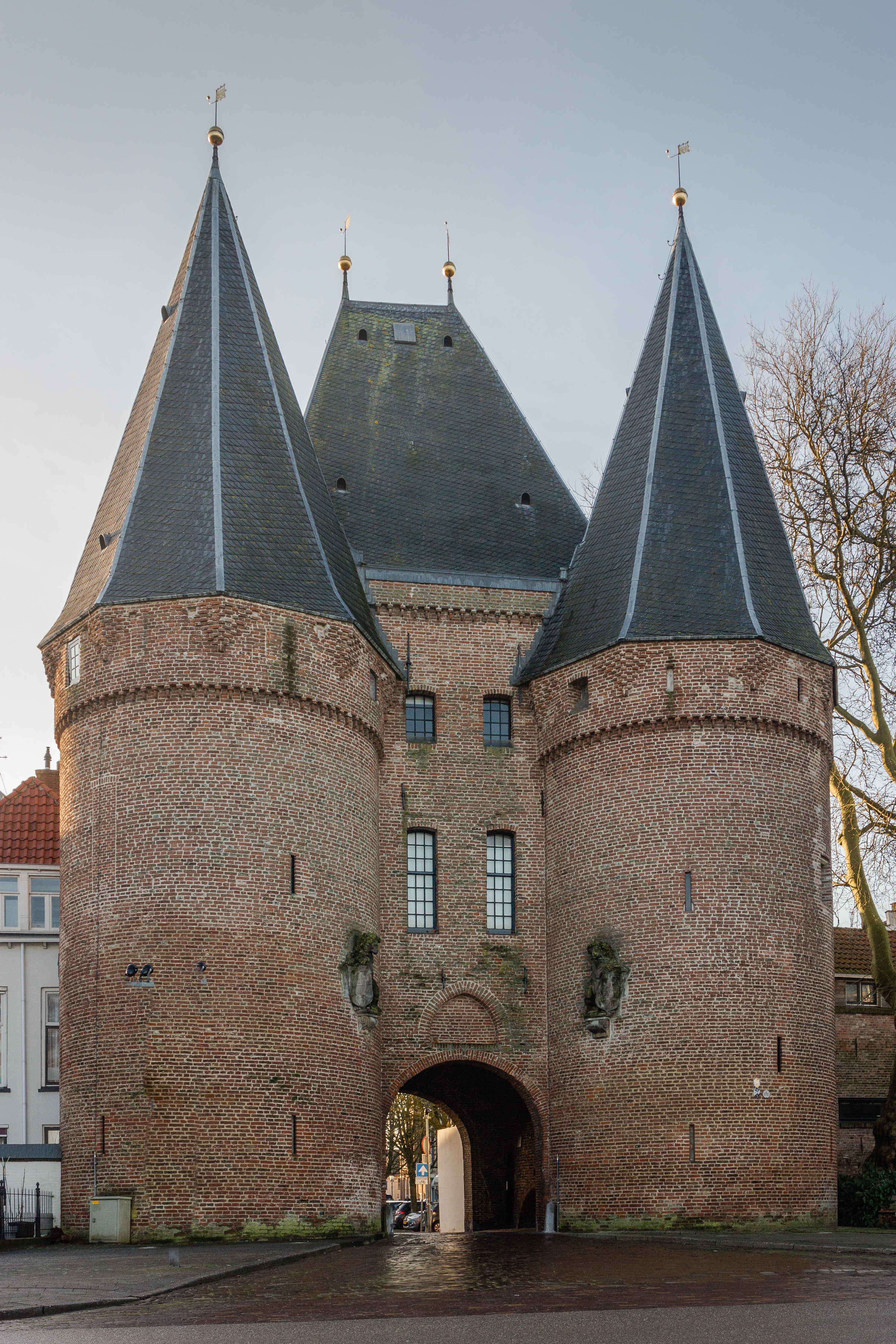
Hansestadt Kampen (Niederlande), Zwillingstor Koornmarktspoort

Die Deutsche Hanse entwickelte sich im 12. Jahrhundert aus den Gemeinschaften der Ost- und Nordseehändler. Allgemein wird die Gründung Lübecks, der ersten deutschen Ostseestadt, im Jahr 1143 als entscheidend für die Entwicklung der Hanse angesehen. Der Ostseezugang ermöglichte einen Handel zwischen den rohstoffreichen Gebieten Nordrusslands (z. B. Getreide, Holz, Wachs, Felle, Pelze) und den Ländern Westeuropas mit seinen Fertigprodukten (z. B. Tuche, Wein).

#### Verschiedene Vorschläge für das Gründungsjahr
Es gibt kein Gründungsdatum der Hanse. Sie ist aus kleinen, lokalen Strukturen heraus entstanden und zu einer großen Organisation angewachsen. Nicht einmal die Zeitgenossen scheinen klare Vorstellungen darüber gehabt zu haben. 1418 wandte sich der Rat der Hansestadt Bremen in einem Streit mit Hamburg an Köln mit der Bitte um eine Abschrift der Gründungsurkunde der Hanse. Die Antwort aus Köln lautete, dass sie vergeblich nach der geforderten Schrift van der fundatacien der Duytzschen hensze gesucht hätten, aber weitersuchen und den Bremern die gewünschte Abschrift schicken würden, sobald sie fündig geworden seien.
Bei der frühen Hanse handelte es sich um den freien Zusammenschluss von Kaufleuten, die den Schutz der Gruppe für die gefahrvolle Reise suchten und ihre Interessen gemeinsam an den Zielorten besser vertreten konnten. Dazu fanden sich die Kaufleute einer Stadt oder einer Region zusammen, die in einer Fahrgemeinschaft reisten. Die frühesten Belege für solche organisierten deutschen Handelsgruppen liegen für das Auftreten Kölner Kaufleute in London vor. Neben den Deutschen waren bereits flandrische Kaufleutegruppen in London vorhanden.
Diese Organisationsform bedeutet unter anderem, dass man zunächst nicht von „der“ Hanse oder von einer „Gründung“ der Hanse sprechen kann, da es lediglich einzelne Gruppen waren, die ihre jeweiligen Partikularinteressen verfolgten (und auch in späterer Zeit verfolgen sollten).
In der älteren Forschung wird als Gründungsjahr der Hanse häufig neben der Neugründung 1143 bzw. dem Wiederaufbau Lübecks im Jahre 1159 auch die erste überlieferte Erwähnung eines deutschen Kaufmannsbundes 1157 in einer Londoner Urkunde genannt. Der Historiker Philippe Dollinger argumentiert für 1159 mit der führenden Stellung der Lübecker Kaufleute während der ganzen Hansezeit. Für 1157 spricht die Tatsache, dass die Hanse anfangs eine Schutzgemeinschaft deutscher Kaufleute im Ausland war und der Erwerb eines Grundstücks bei London zur Errichtung des Stalhofes durch Kölner Kaufleute den ersten uns bekannten Beleg für die Existenz der Gemeinschaft bildet.
1160 erhielt Lübeck das Soester Stadtrecht. Dieser Zeitpunkt wird von Historikern als der Beginn der Kaufmannshanse (im Gegensatz zur späteren Städtehanse) angesehen.
Wichtigstes Argument für diese Position stellt dabei das Artlenburger Privileg von 1161 dar, in dem die Lübecker Kaufleute den bisher im Ostseehandel dominierenden gotländischen Kaufleuten rechtlich gleichgestellt werden sollten. Die Genossenschaft der nach Gotland fahrenden deutschen Kaufleute (universi mercatores Imperii Romani Gotlandiam frequentantes), der nicht nur lübische Kaufleute angehörten, kann nach Dollinger wohl als Keimzelle der Kaufmannshanse angesehen werden.
Die Gründung Lübecks 1143 kann deshalb als einschneidender Faktor für die Entwicklung der Hanse gewertet werden, weil sie die erste deutsche Stadt an der Ostsee mit sicheren Verbindungen zum Hinterland war und damit gleichsam zum „Einfallstor“ norddeutscher Kaufleute für den Osthandel wurde. Hintergrund für die große Bedeutung des Ostseezugangs war, dass Westeuropa auf diese Weise mit Russland und über Dnepr und Wolga Handel bis in den Orient (Kaspisches Meer, Persien) führen konnte. Zur Zeit der Goldenen Horde wurde der Handel mit Mittelasien und China verstärkt. Umgekehrt orientierte sich der nordrussische Handel über die Ostsee nach Westen, was die Entwicklung einer Ost-West-Handelsverbindung zwischen den rohstoffreichen Gebieten Nordrusslands (Getreide, Wachs, Holz, Pelze, vor allem über Nowgorod) und den Fertigprodukten Westeuropas (u. a. Tuche aus Flandern und England) ermöglichte. Nebenbei wird die Christianisierung der Skandinavier, die noch im frühen 12. Jahrhundert den Ostseehandel dominierten, zur Einbindung der Ostsee in den europäischen Handel beigetragen haben. Mit dem Zugang deutscher Kaufleute zur Ostsee konnten diese eine Handelsroute etablieren, welche die wichtigen Handelszentren Nowgorod und Brügge nahezu vollständig unter ihrem Einfluss miteinander verband.
Ungefähr zur selben Zeit wie die Hanse entstand im Übrigen auch die Knudsgilde, die sich im dänisch-skandinavischen Raum ausbreitete und in der Folgezeit in Konkurrenz mit der Hanse stand.
Unabhängig vom genauen Gründungsjahr fand am 13. und 14. Mai 2023 in der Hansestadt Zwolle das 800-jährige Hansejubiläum statt.

#### Gotländische Genossenschaft
Ab dem 12. Jahrhundert wurde der Ostseeraum im Rahmen der Ostsiedlung zunehmend für den deutschen Handel erschlossen.
In Lübeck entstand nach dem Vorbild kaufmännischer Schutzgemeinschaften die Gemeinschaft der deutschen Gotlandfahrer, auch Gotländische Genossenschaft genannt. Sie war ein Zusammenschluss einzelner Kaufleute norddeutscher Herkunft, sächsischer Rechtsgewohnheiten und ähnlicher Handelsinteressen u. a. aus dem Nordwesten Deutschlands, von Lübeckern und aus neuen Stadtgründungen an der Ostsee.
Der Handel in der Ostsee wurde zunächst von Skandinaviern dominiert, wobei die Siedlung Visby (deutsch auch Wisby) auf der Insel Gotland als Zentrum und „Drehscheibe“ fungierte und somit in Konkurrenz zu Lübeck trat. Mit der gegenseitigen Versicherung von Handelsprivilegien deutscher und gotländischer Kaufleute unter Lothar III. begannen deutsche Kaufleute den Handel mit Gotland (daher „Gotlandfahrer“). Bald folgten die deutschen Händler den gotländischen Kaufleuten in deren angestammte Handelsziele an der Ostseeküste und vor allem nach Russland, was zu blutigen Auseinandersetzungen in Visby, durch den stetigen deutschen Zuzug mittlerweile mit großer deutscher Gemeinde, zwischen deutschen und gotländischen Händlern führte. Dieser Streit wurde 1161 durch die Vermittlung Heinrichs des Löwen beigelegt und die gegenseitigen Handelsprivilegien im Artlenburger Privileg neu beschworen, was in der älteren Forschung als die „Geburt“ der Gotländischen Genossenschaft angesehen wurde. Hier von einer „Geburt“ zu sprechen, verkennt jedoch die bereits existierenden Strukturen.
Visby blieb zunächst die Drehscheibe des Ostseehandels mit einer Hauptverbindung nach Lübeck, geriet aber, die Rolle als Schutzmacht der deutschen Russland-Kaufleute betreffend, mit Lübeck zunehmend in Konflikt. Visby gründete um 1200 in Nowgorod den Peterhof, nachdem die Bedingungen im skandinavischen Gotenhof, in dem die Gotländer zunächst die deutschen Händler aufnahmen, für die Deutschen nicht mehr ausreichten. Im Jahr 1293 übernahm dann Lübeck vom unterlegenen Visby die Kontrolle über die deutsche Siedlung Nowgorod und die Glanzzeit von Visby ging zu Ende.
Deren rasanter Aufstieg, die Sicherung zahlreicher Privilegien und die Verbreitung der nahezu omnipräsenten Kaufleute der Gotländischen Genossenschaft in der Ostsee, in der Nordsee, in England und Flandern galt in der historischen Forschung als Kern der frühen Hanse. In Flandern stand sie in Konkurrenz zu den alten Handelsbeziehungen der rheinischen Hansekaufleute. Dollinger sieht im Jahr 1161 sogar die eigentliche Geburtsstunde der Hanse überhaupt. Eine Identifizierung der Gotländischen Genossenschaft als „die“ frühe Hanse widerspräche jedoch allen niederdeutschen Handelsbeziehungen (vor allem nach Flandern und London), die nicht unter dem Siegel der Genossenschaft stattfanden.

### Entstehung der Städtehanse, Blütezeit (etwa 1250 bis 1400)

#### Strukturelle Entwicklungen
Veränderungen in Europa führten für die Hanse zu Entwicklungen, die in der Städtehanse mündeten. Dazu gehören die Befriedung der Handelswege, das Ende der traditionellen Fahrgemeinschaften, die „kommerzielle Revolution“, die Entwicklung der Städte und das Ende der kaiserlichen Schutzmacht im Interregnum.
Der Stand des Kaufmannes hatte sich verhältnismäßig gut in der europäischen Gesellschaft etabliert und die Handelswege wurden zunehmend sicherer, vor allem im strukturell dicht vernetzten Westeuropa. So verloren die Sicherheit versprechenden Fahrgemeinschaften an Bedeutung. Es wurde möglich, auf eigene Faust Handel zu betreiben und darüber hinaus Vertreter zu entsenden, anstatt persönlich zu reisen. Dies war ein wichtiger Faktor für eine kommerzielle Entwicklung, die bisweilen auch „kommerzielle Revolution“ genannt wird. Zusammen mit der Entwicklung der Städte, in denen ein ständiger Markt möglich war, wurden die erfolgreicheren Kaufleute ansässig. Sie regelten von einer Stadt aus ihr Handelsgeschäft über die Entsendung eines Vertreters und waren somit in der Lage, mehrere Handelsgeschäfte gleichzeitig von einem zentralen Punkt aus zu organisieren. Eine Vervielfachung der Handelstätigkeiten wurde möglich. Die Bezahlung von Handelsgütern über Schuldscheine, Wechsel (im Hanseraum nicht so verbreitet wie in Oberitalien) oder andere Kreditformen befreiten den Kaufmann aus einem reinen Tauschhandel und ermöglichte wiederum eine Ausweitung des Handels. Das Messesystem (also die regelmäßigen Großmärkte in einer Region, wie in der Champagne oder Schonen) verlor an Bedeutung durch die Entwicklung der Städte zu neuen Handelszentren. Städte hatten auch praktische Vorteile: Die schweren, bauchigen Transportschiffe (v. a. Koggen), mit denen besonders viel Ladung mit nur wenigen Schiffen gehandelt werden konnte, benötigten tiefe Häfen, um anzulegen. Ein Anlanden an seichtem Ufer und An-Land-Ziehen des Schiffes, wie bei den älteren, flachen Handelsbooten zuvor üblich, war nun nicht mehr möglich. So verdrängten die städtischen Händler der Hanse und – in Konkurrenz zu dieser – der holländischen Städte den Handel der Friesen, die beispielsweise Tuffstein aus der Eifel bis nach Schleswig und Ribe gebracht hatten, und deren Rolle sich nun von Händlern zu Piraten wandelte.
Es bleibt jedoch zu bedenken, dass bei diesen Entwicklungen eine Art West-Ost-Gefälle herrschte. Während sich im Westen Handelsvertreter und Kreditwesen rasch ausbreiteten, waren im Osten, besonders im Handel mit Nowgorod und entlang der Düna, noch Fahrgemeinschaften und Tauschhandel üblich. Hier waren die Fahrten noch unsicher und die Neuerungen setzten sich nur langsam durch.
Die Sesshaftwerdung der Kaufleute in den Städten führte dazu, dass diese wirtschaftlich potenten Stadtbewohner in den Rat und in die höchsten Positionen der Stadt aufstiegen. Möglicherweise muss auch gar nicht von einem „Aufstieg“ innerhalb der Stadt die Rede sein, da es sich bei vielen Kaufleuten ursprünglich ohnehin um Personen der gesellschaftlichen Oberschicht handelte. Das Ergebnis war, dass die Städte in erster Linie von Kaufleuten beherrscht wurden.
Kaufleute standen im Reich traditionell unter königlich-kaiserlichem Schutz, sie waren die mercatores imperii. Mit dem Ende der staufischen Herrschaft im Reich und den darauf folgenden unsicheren Zeiten des sog. Interregnums ging dieser kaiserliche Schutz faktisch verloren und die fürstlichen Territorialherrschaften konnten (oder wollten) diese Funktion nicht ersetzen. Die Kaufleute fanden eine neue, lokal organisierte Schutzmacht in den Städten. Städte begannen (ohnehin zumeist unter starken kaufmännischem Einfluss), für die Sicherung der Handelswege zu sorgen und die Einhaltung der Handelsprivilegien ihrer Kaufleute in den Handelszielen zu überwachen. Zu diesem Zweck sprachen sie sich mit anderen Städten ab, schlossen Bündnisse und begannen, ihr Vorgehen bei größeren Zusammentreffen, den Tagfahrten, abzusprechen, zu denen jede Stadt einladen konnte, die eine bestimmte Angelegenheit zusammen mit anderen Städten regeln wollte. Zu diesem Zweck lud sie die betroffenen Städte zu sich ein, welche Ratssendeboten als Vertreter entsenden konnten, um eine Übereinkunft zu erzielen. Letztlich entspricht dies im Kern dem Organisationswesen der Hanse. Schon 1285 hatten sich Gesandte der Seestädte des wendischen Quartiers in Wismar zu einem Hansetag versammelt, auf dem die civitates confederati diejenigen, die sich nicht an der Blockade Norwegens beteiligten, verurteilten und Bremen deswegen ausschlossen. Von einer ersten gesamthansischen Tagfahrt, also einem ersten „Hansetag“ kann man 1356 sprechen, als die Verhältnisse in Flandern eine Tagfahrt erforderten, die letztlich alle Hansestädte betraf. 1358 führte die Hanse einen Boykott gegen Flandern durch. Bremen war damals zwischenzeitlich nicht Mitglied der Hanse. Bremer Kaufleute witterten gute Geschäfte mit Flandern und durchbrachen den Boykott. Die Hanse protestierte, verlangte eine Rechtfertigung und drohte mit Sanktionen gegen Bremen. Die Bremer Kaufleute forderten nun vom Rat der Stadt Bremen ein Einlenken. Das durch andere Ereignisse (Pest, Bremer Erzbischofsfehde, Hoyaer Fehde) finanziell geschwächte Bremen musste deshalb durch Bernhard von Dettenhusen und Albert Doneldey, zwei Vertreter der Wittheit (Vertreter der Kaufmannschaft), in Lübeck sehr demütig um Wiederaufnahme in die Hanse bitten und sodann den Flandern-Boykott und Hamburg bei der Bekämpfung der Seeräuber in der Elbe unterstützen.

#### Regionale Bündnisse zwischen Städten entstehen
Die Hanse entwickelte sich von der ursprünglichen Kaufmannshanse zur Städtehanse, bei der Städte einen gegenseitigen Bund bildeten. Als Gründungsjahr wird häufig 1241 angegeben, als Lübeck und Hamburg ihre schon seit elf Jahren bestehende enge Zusammenarbeit auf eine vertragliche Basis stellten und sich zum gemeinsamen Kampf gegen den Straßenraub verpflichteten. 1255 wurde die Zusammenarbeit durch eine Münzvereinbarung weiter gefestigt. Diese Zusammenarbeit sowie die Erkenntnis der Lübecker, dass es wirtschaftlich sinnvoller sei mit anderen Städten an der wendischen Küste Hand in Hand zu gehen statt Kraft in Konflikte zu stecken legte die Basis für den 1259 gegründeten Wendischen Städtebund. Um 1246 begannen sich Bünde westfälischer und (nieder)sächsischer Städte zu bilden (Beispiel: Ladbergener Städtebund). Etwa 100 Jahre später bildeten sich die Bünde der preußischen und livländischen Städte (zur Zugehörigkeit einzelner Städte zu den Bünden siehe Hansestadt).
Mitglied der Hanse konnte eine Stadt auf dreierlei Weise sein oder werden. Bis zur Mitte des 14. Jahrhunderts wuchsen die Städte durch die Teilnahme ihrer Kaufleute am hansischen Handel in die Gemeinschaft hinein. Seit der Mitte des 14. Jahrhunderts stellten die Städte förmliche Aufnahme- oder Wiederaufnahmeanträge. Einen dritten Weg in die Hanse beschritten vielfach die kleineren Städte, indem sie sich ohne besondere Formalitäten von einer der größeren Städte aufnehmen ließen. Ein Sonderfall blieb das rheinische Neuss, das 1475 durch kaiserliches Privileg in den Rang einer Hansestadt erhoben wurde.
Die Hanseeigenschaft ging verloren durch Nichtbenutzung der Privilegien, durch freiwilligen Austritt aus der Gemeinschaft oder durch den förmlichen Ausschluss einer Stadt (Verhansung), der bei gravierenden Verstößen gegen die Prinzipien und Interessen der Gemeinschaft von der Städteversammlung vorgenommen werden konnte.

#### Vormachtstellung im Ostseeraum

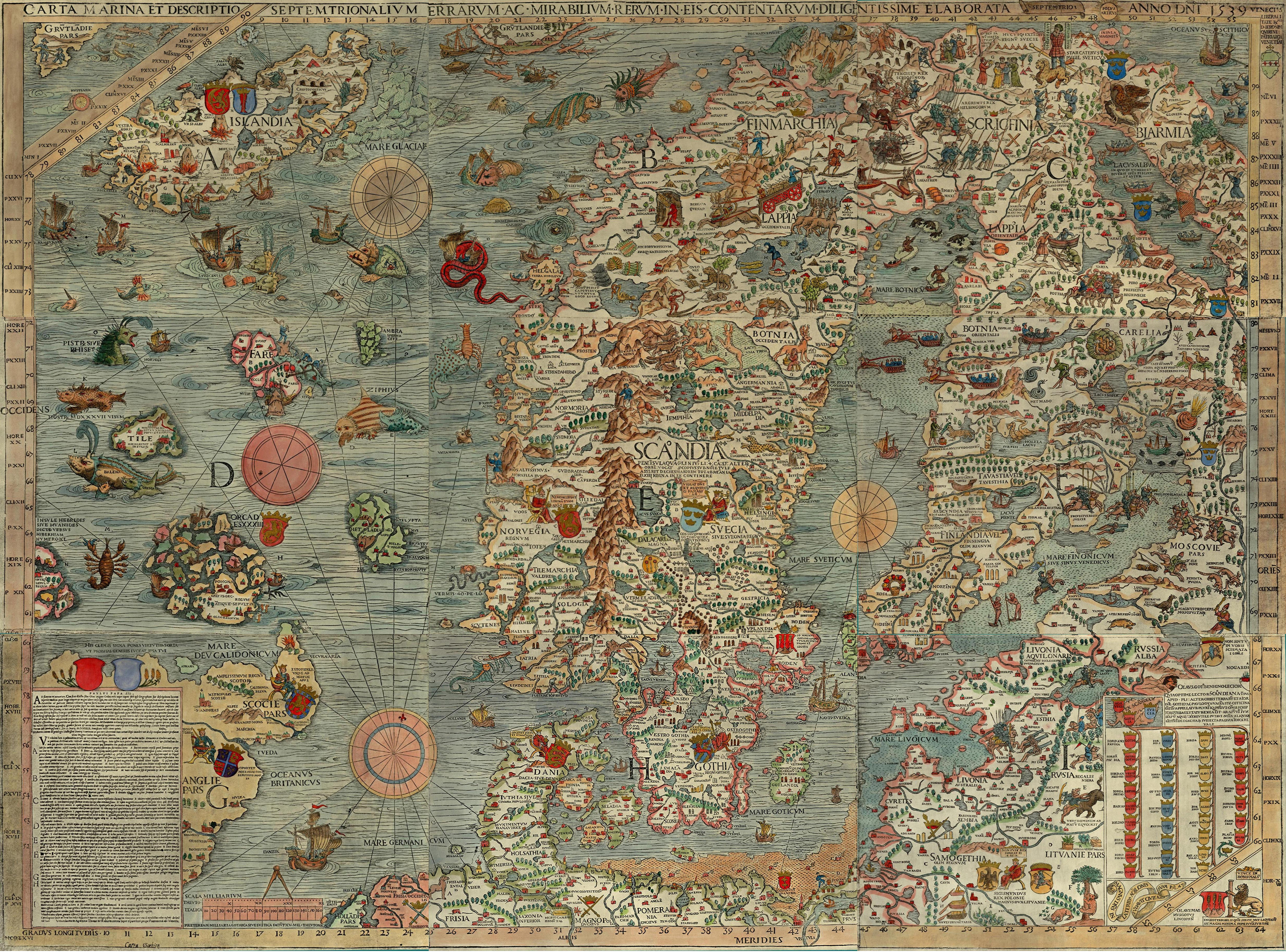
Carta marina der Ostsee, 1539

Zwischen etwa 1350 und 1400 stand die Hanse als nordeuropäische Großmacht da, was u. a. mit der erfolgreichen Durchsetzung hansischer Interessen bei wirtschaftlichen Auseinandersetzungen in Flandern zusammenhing. Zu diesem Zweck trat 1356 der erste Hansetag zusammen (also die erste Tagfahrt, an der nahezu alle Hansestädte teilnahmen). Dies war keine offizielle Gründung der Hanse, aber das erste Mal, dass sich nahezu alle Städte im Interesse ihrer Vorteile und Handelsprivilegien zu einem gemeinsamen Vorgehen koordinierten und als Bund van der düdeschen hanse auftraten. Die deutsche Hanse war vor und auch nach diesem „Zusammenrücken“ eher frei organisiert, hatte keine Verfassung und keine Mitgliederlisten, keine dauerhafte eigenständige Finanzgebarung oder Beamte.
Die Beschlüsse der Hanse auf den Tagfahrten und ab 1356 auch auf Hansetagen wurden in den Hanserezessen protokolliert. Die Beschlussfindung fand nicht nach Mehrheiten statt, sondern unterlag dem Prinzip der Einigkeit (Konsens). Es wurde diskutiert und verhandelt, bis „man sich einig“ war, wobei Enthaltungen als Zustimmung gewertet wurden. Die entsandten Vertreter der Städte, die Tagfahrer, hatten jedoch nicht die Vollmacht, im Namen ihrer Stadt eine Entscheidung zu treffen, sondern kehrten mit dem Ergebnis des Hansetages in ihre Stadt zurück, wo es beim Rat der Stadt lag, ob der Beschluss angenommen wurde, oder nicht. Dies führte dazu, dass es kaum einen Beschluss eines Hansetages gab, der tatsächlich von allen Städten der Hanse mitgetragen wurde. Vielmehr hing die Zustimmung und die Beteiligung einer Stadt davon ab, ob die Angelegenheit ihren wirtschaftlichen Interessen entsprach, oder nicht. Ein Handelsembargo gegen England konnte z. B. durchaus den Interessen Lübecks entsprechen, jedoch von Köln wegen seiner alten Handelsbeziehungen zu London strikt abgelehnt werden. Gerade diese Freiheit der Städte, Beschlüsse von Hansetagen für sich anzunehmen oder abzulehnen, machte das Prinzip der Einigkeit auf den Hansetagen erforderlich. Um eine Zustimmung möglichst vieler Städte zu erreichen, wurde so lange verhandelt, bis die meisten von ihnen mit dem Ergebnis zufrieden sein konnten.
Den Kern der Hanse bildeten etwa 72 Städte, weitere 130 waren locker assoziiert. So dehnte sich der Einflussbereich der Hanse über ein Gebiet aus, das von Flandern bis Reval reichte und dabei den gesamten Ostseeraum bis zum Finnischen Meerbusen umfasste. Einziges nichtstädtisches Mitglied war der Deutschordensstaat – ein von Ordensrittern geführter Flächenstaat.
Die so erreichte Vormachtstellung der Hanse in Nord- und Ostsee erregte vor allem den Widerstand Dänemarks: 1361 kam es im Ersten Waldemarkrieg zum Kampf gegen den dänischen König Waldemar IV. Atterdag, der die Rechte der Hanse einschränken wollte. Der Bund, der ursprünglich nur wirtschaftlichen Interessen diente, erhielt politische Bedeutung durch die Kölner Konföderation, die gegen die Bedrohung durch den Dänenkönig geschlossen wurde und die Städte zum Kriegsbündnis mit Schweden und Norwegen gegen Dänemark zusammenschloss. Der siegreiche Ausgang dieses Zweiten Waldemarkrieg brachte der Hanse mit dem Frieden von Stralsund 1370 eine ungewöhnliche Machtstellung. Die Königswahl in Dänemark wurde abhängig gemacht von der Zustimmung der Hanse – die Option wurde allerdings von der Hanse nicht wahrgenommen.
Die Hanse bewährte sich auch im Kampf gegen den Seeräuberbund der Vitalienbrüder, der 1401 oder 1402 mit der Hinrichtung (durch Enthauptung) ihres Anführers Gödeke Michels in Hamburg endete.
Im 14. und 15. Jahrhundert geriet die Stadt Emden in stetige Konflikte mit der Hanse, da von Emden (und anderen Orten in Ostfriesland wie Marienhafe) aus die Seeräuber um Klaus Störtebeker unterstützt wurden. Folge dieses Konfliktes war die mehrfache Besetzung Emdens durch hansische (vor allem hamburgische) Kräfte. Die Hamburger zogen erst 1447 endgültig wieder aus Emden ab.
Der Versuch des dänischen Königs Erich VII., Skandinavien aus der Abhängigkeit zu lösen und die Einführung des Sundzolls, führte 1426 bis 1435 zu einem neuen Krieg, in dem Dänemark wieder unterlag und der 1435 mit dem (nach 1365 zweiten) Frieden von Vordingborg beendet wurde.

### Krisen und Niedergang (etwa 1400 bis 1669)

Urkunde vom 13. September 1557, Lübeck, eine Vereinbarung, die eine Erinnerung und Bestätigung der Rechte und Pflichten der Hansemitglieder enthielt, besiegelt von den vier Vorsitzstädten des Hanseviertels

Die wesentlichen Gründe für den Niedergang der Hanse liegen in der Festigung der Territorialstaaten, der teilweisen Verlagerung der Ost-West-Handelswege der Nürnberger und Augsburger Kaufleute auf den Landweg (Frankfurt-Leipzig-Krakau) und der zunehmenden Konkurrenz im Handel und der Produktion. An dem aus der Entdeckung Amerikas folgenden Atlantikhandel, der den bisher dominierenden Ostsee-Westsee (heute Nordsee)-Handel ablöste, war die Hanse mit Ausnahme Hamburgs und Bremens kaum beteiligt. Dabei ging das absolute Handelsvolumen der Hanse in der Nord- und Ostsee zwar nicht zurück, sondern stieg vermutlich sogar, aber der Verlust der vorherigen Monopolstellung und der Zutritt von starken Konkurrenten für viele wichtige Produkte drückte die Margen der meisten hansischen Kaufleute. Interessensgegensätze innerhalb der Hanse nahmen zu und verhinderten ein geschlosseneres Vorgehen. Ein innovatorischer Rückstand in kaufmännischen und technischen Belangen trug zum weiteren Bedeutungsverlust bei. So glaubte Walter Eucken, dass der Niedergang der deutschen Hanse seine Ursache in dem Versäumnis der Seehandels-Genossenschaften fand, eine doppelte Buchführung einzuführen.

#### Festigung der Macht der Territorialstaaten
Der Machtverlust der Hanse begann mit dem Erstarken der landesherrlichen Territorialgewalten auch im Ostseeraum. Es erfolgte eine Durchdringung und Verdichtung der fürstlichen Gewalt in ihren jeweiligen Herrschaftsgebieten. England festigte seine Position nach dem Ende der Rosenkriege (1455–1485) und dem Sieg über die Spanische Armada 1588 durch den Aufbau einer Marine und eines starken Fernhandels. Das Großfürstentum Moskau dehnte sein Machtgebiet bei der „Sammlung der russischen Erde“ nach dem Ende der Tartarenherrschaft bis Nowgorod aus. Das unter der Herrschaft der Habsburger stehende Spanien brachte Flandern in stärkere Abhängigkeit. Durch die Kalmarer Union (1397–1523) wuchsen die politischen Möglichkeiten Skandinaviens. Für Dänemark war die Durchsetzung des Sundzolls nun attraktiver als die Gegenleistungen der Hanse für die Privilegien bei den Schonischen Messen. Diese Entwicklungen trugen erheblich zum Bedeutungsverlust, zum Teil sogar der Schließung der Hansekontore in London, Nowgorod, Brügge und Bergen bei. Mit der neuen nun auch in der Fläche präsenten Staatsgewalt konnten der Landfrieden durchgesetzt und die Landwege gesichert werden. Zudem wuchsen in den Territorialstaaten eigene selbstbewusster werdende Kaufmannstände, so dass sich Alternativen zum hansischen Handel ergaben. Es nahm die militärische Potenz der Hanse im Verhältnis zu den Territorialmächten ab, so dass die Hanse die Fortschreibung ihrer Privilegien auf diesem Wege nicht mehr erpressen konnte. Die einzige Territorialmacht mit der die Hanse über längere Zeit verbündet war, der Deutsche Ritterorden, verlor mit seiner Niederlage bei Tannenberg seine militärische Bedeutung. Die Festigung der landesherrschaftlichen Gewalt bedrohte die politische Handlungsfreiheit gerade der kleineren und nicht reichsfreien Hansestädte auch direkt. Berlin und Kölln wurden 1442 durch die Herrschaft der Hohenzollern zum Austritt aus der Hanse gezwungen. Wismar und Rostock gerieten immer mehr unter den Einfluss der mecklenburgischen Herzöge. Durch den Dreißigjährigen Krieg litt Wismar besonders unter hohen Kontributionsforderungen und darunter, von seinem Hinterland abgeschnitten zu sein. Das Wendische Quartier verlor mit Ausnahme von Lübeck seine zentrale Bedeutung innerhalb der Hanse. In ihrer Schlussphase bestand die Hanse effektiv nur noch aus den freien Städten Hamburg, Lübeck und Bremen.
1441 musste die Hanse im Frieden von Kopenhagen – dem Ende des Hansisch-Niederländischen Kriegs (1438–1441) – die wirtschaftliche Gleichberechtigung der Niederländer anerkennen, nachdem Brügge als wichtigstem Kontor der Hanse mit Antwerpen ein mächtiger Konkurrent erwachsen war und sich die Niederlande zusätzlich mit den Dänen als den „Herren des Sunds“ verbündet hatten. Zudem entstand Uneinigkeit zwischen den Städten über den Umgang mit den Niederländern: Während die wendischen Städte durch das Erstarken des holländischen Handels stärker bedroht waren und zu einer unversöhnlichen Politik drängten, konnten der Deutsche Orden, Köln und die livländischen Städte ihren eigenen Interessen entsprechend mit einer konzilianteren Politik besser leben.
Der Frieden von Utrecht (1474) beendete den 1470 begonnenen Hansisch-Englischen Krieg der Städte des Wendischen und Preußischen Viertels gegen England und sicherte die Privilegien des Londoner Stalhofs und den hansischen Tuchhandel. Als Wendepunkt zum endgültigen Niedergang der Hanse gilt das Jahr 1494 mit der Schließung des Kontors in Nowgorod: Der Peterhof in Nowgorod wurde bei der Eroberung Nowgorods durch Iwan III. zerstört. Der Russlandhandel verlagerte sich zunehmend auf die Städte an der Küste des Baltikums.
Ab dem 16. Jahrhundert begann sich die Hanse unter der Führung Lübecks in zahlreiche Kriege in Nordeuropa zu verstricken, welche die militärische Kraft der Hanse verringerten und die innere Schlagkraft unterminierten. Viele Städte des Bundes waren es mit der Zeit leid, Geld und Soldaten für die zahlreichen politischen Abenteuer und Kriege des Zentrums Lübeck aufzubringen, da viele Mitglieder den Bund in erster Linie als Handelsbund denn als politische Union sahen. Einen ersten Rückschlag erlitt die Hanse im Dänisch-Hanseatischen Krieg, der 1512 endete. Dieser Rückschlag konnte durch die Unterstützung Schwedens während des Schwedischen Befreiungskrieges wett gemacht werden, welcher zur Folge hatte, dass 1524 Gustav I. Wasa den Thron Schwedens besteigen konnte. Im selben Jahr eroberte die Flotte der Hanse auch Seeland und Kopenhagen und setzte Friedrich I. als neuen König von Dänemark ein. Dies bedeutete den letzten großen außenpolitischen Erfolg der Hanse.
Aber die Eroberung Schwedens durch Christian II. 1520, finanziert von Jakob Fugger, der versuchte, Bergslagen im Wettbewerb um die Position der Hanse unfreundlich zu übernehmen, war eine große Herausforderung. Der starke Anstieg der Finanzierung und der finanziellen Abhängigkeit führte dazu, dass die Parteien zeitweise mit größeren Mengen teurer angeheuerter Söldner Schritt halten konnten, was das Schwinden der Macht und schnelle Änderungen der Situation im Verlauf des Verfahrens erklärt. Fugger zog sich später 1521 aus dem Projekt zurück, nachdem er in der Schlacht von Västerås (und der Kontrolle über die Schifffahrt von Bergslagen) gegen Gustav Vasas Rebellion den Schwedischen Befreiungskrieg verloren hatte. Die Hanse finanzierte den schwedischen Befreiungskrieg weitgehend und stellte bis 1523 ihre Privilegien in Schweden vollständig wieder her und machte den neuen König sehr abhängig. Aber die Kosten waren beträchtlich und nach dem Sieg von Christian III. mit Gustav Vasas Schweden als Verbündeten 1536 in der Grafenfehde in Skåne und Dänemark war das Geld weg, und der Einfluss der Hanse in den nordischen Ländern war vorbei. Die Hanse wurde als unerwünschter Konkurrent angesehen.
Nach Friedrich I. Tod brach 1534 die sogenannte Grafenfehde um die Thronfolge von Dänemark aus. Nun unterstützte Lübeck unter dem Lübecker Bürgermeister Jürgen Wullenwever den einst abgesetzten König Christian II. gegenüber dem neuen König Christian III. und machte sich damit auch Schweden zum Feind.
Nach der Kapitulation der in Kopenhagen eingeschlossenen lübischen Streitkräfte verlor die Hanse ihren dominierenden Einfluss auf Dänemark. 1563–1570 fand schließlich der nordische Dreikronenkrieg statt, in dem Schweden gegen Dänemark und die Hanse um die Vorherrschaft in der Ostsee kämpfte. Zwar konnte die Hanse teilweise die angestrebten Kriegsziele erreichen, doch der mehrjährige Krieg brachte den Handel in der Ostsee zum Erliegen.

#### Konkurrenz im Handel: Landwege und Direkthandel
Mit der teilweisen Verlagerung des Außenhandels auf Landwege und nach Übersee verlor die Hanse bereits einen zunehmenden Teil des Handelsvolumens. Die Festigung der Macht der Territorialstaaten in die Fläche hinein, ermöglichte den Ausbau und besseren Schutz des Handels über Land. Vor allem der Pelzhandel mit Russland wurde statt durch Hanseschiffe über die Ostsee über eine Landroute mit Leipzig als wichtigstem Handelsknotenpunkt geführt. An der Entwicklung Leipzigs zum zentralen Umschlagplatz für Pelze in Europa konnte die Hanse somit kaum partizipieren.
Auch im verbliebenen Seehandel kam es zu tiefgreifenden Veränderungen. Größere Schiffe (die dreimastige Kraweel) mit besserer Takelung und Steuerung (mittschiffs) die höher am Wind segeln konnten als die frühere einmastige Kogge mit Seitenruder, erforderten geringere Hafenliegezeiten und erreichten schnellere Reisezeiten. Auch Erfindungen wie der Kompass trugen dazu bei, direktere Routen wählen zu können und die Küste nicht mehr im Blick behalten zu müssen. Die von der Hanse kontrollierten Zwischenstationen mussten nicht mehr angelaufen werden. Als erstes wurde das Kontor in Visby auf Gotland überflüssig, da nicht nur hansische, sondern zunehmend auch holländische und englische Kaufleute von ihren Heimathäfen aus ohne Zwischenstopp die Handelsplätze in Livland und Russland anlaufen konnten. Auch das Kontor in Bergen wurde seit dem Ende des 15. Jahrhunderts immer häufiger von englischen Kaufleuten umfahren, die den Stockfisch auf Island einkauften. Damit war das hansische Stockfischmonopol beendet.
Mit den schnelleren und längeren direkten Handelswegen war der hansische Zwischenhandel obsolet geworden. Die Hanse hatte immer weniger Druckmittel ihre Handelsprivilegien bestätigen zu lassen. Hinzu kamen die zunehmenden Direktkontakte großer Hansestädte zu ausländischen Kaufleuten und dieser untereinander, wodurch die Stapelplätze der Hanse ihre Monopolstellung verloren. Hamburg unterlief das hansische Gästehandelsverbot und erlaubte englischen Kaufleuten direkt in Hamburg ihre Waren anzubieten. Die Danziger Sundfahrt unterlief das Lübecker Stapelrecht. Während die größeren Seestädte der Hanse sich mit größeren Schiffen und dem Ausbau ihrer Häfen dem neuen Wettbewerb zumindest teilweise stellen konnten, gelang dies den kleineren Seestädten der Hanse nicht mehr.
So war zum Beispiel Stralsund nicht mehr in der Lage die erforderlichen Investitionen zum Ausbau des Hafens für die größeren Schiffe zu erbringen. Die traditionellen korporatistischen, konkurrenz- und „fremdenfeindlichen“ (so Dollinger insbesondere über Köln) Strukturen und Regulative, die beispielsweise forderten, dass Hansekaufleute keine Ausländerinnen heiraten durften, waren der internationalen, vor allem der holländischen und englischen Konkurrenz nicht mehr gewachsen. Mit der zunehmenden Rechtssicherheit auch für fremde Kaufleute in den Handelsstädten bedurfte der Kaufmann nicht mehr dem Schutz des Kontors. Es wurde bequemer sich privat einzumieten und intime Beziehungen einzugehen, als sich dem strengen Reglement des Kontors in einer reinen Männergesellschaft zu unterwerfen.

#### Konkurrenz in der Produktion
Konkurrenz erwuchs der Hanse neben dem Handel auch durch neue Produktionsräume. Wechselnde hydrologische Verhältnisse in der Ostsee änderten ihren Salzgehalt, was zu einem Rückgang der Heringsschwärme in der Ostsee führte. Die Bedeutung der von der Hanse kontrollierten Schonischen Messen nahm daher ab, während durch den Aufbau des englischen, flämischen und holländischen Heringsfangs starke Konkurrenz erwuchs. Die Konkurrenz durch westeuropäische Heringsproduktion wurde möglich, nachdem das an den Atlantikküsten gewonnene Salz (Baiensalz) besser als zuvor aufbereitet werden konnte und das Lüneburger Salzmonopol in Frage stellte. Insbesondere die Holländer erzielten große Fortschritte in der Herauslösung der Beistoffe aus dem Seesalz, wodurch die westeuropäische Heringsproduktion ihren qualitativen Rückstand verkürzen konnte. Zugleich litt die Lüneburger Saline an zunehmender Brennholzknappheit. Die Ende des 14. Jahrhunderts in England beginnende Tuchproduktion trug ganz wesentlich zur Ausbildung eines eigenen englischen Kaufmannsstandes bei und schadete dem hansischen Tuchhandel zwischen Flandern und England.

#### Innovativer Rückstand
Ihre führende Position im Schiffbau verloren die Seestädte der Hanse an die Holländer. Durch starke Rationalisierung (genormte Bauteile, Einsatz windgetriebener Sägen) erfuhr der holländische Schiffbau eine Spitzenstellung. Die Verpachtung der Stockholmer Werft im Jahr 1600 an einen holländischen Schiffbauer unterstreicht dies. In der Folge war es auch dieser technologische Rückstand, der verhinderte, dass die Hansen am sich entwickelnden globalen Seehandel teilhaben konnten. Auch im kaufmännischen Bereich geriet die Hanse in den Rückstand. Zwar gab es die doppelte Buchführung schon in der Spätzeit der Hanse (in Lübeck seit 1340, Stuart Jenks), sie setzte sich aber später durch als in Oberitalien und Süddeutschland. Zuvor erfolgte die Abrechnung von Gesellschaften mehrerer Hansekaufleute erst bei der Abwicklung der Gesellschaft (durchschnittlich nach 20 Jahren). Ein regelmäßiger Überblick über das vorhandene Eigenkapital war den Hansen deshalb nicht möglich. Die Buchführung erfolgte nach den gesamten Einkaufspreisen und Erlösen, nicht nach Einzelgeschäften. In dieser Zeit hatte sich in Augsburg und Nürnberg die doppelte Buchführung nach Soll und Haben bei den großen Handelskonzernen schon etabliert, was eine bessere Kalkulation und Buchgeldschöpfung ermöglichte. Die Fugger bilanzierten dagegen schon seit 1511 nach den Grundsätzen ihres Hauptbuchhalters Matthäus Schwarz. Bankgeschäfte waren für die süddeutschen Konkurrenten der Hanse damit deutlich leichter. Große Banken, Börsen und Handelsunternehmen in der Größe der Fugger in Augsburg, der Niederländischen Ostindien-Kompanie und der Großbanken in den norditalienischen Städten konnten sich im Hanseraum deshalb nicht oder erst deutlich später und schwächer entwickeln. Die Hamburger Börse wurde 1558, die Bremer Börse 1620 gegründet. In Flandern (Brügge, 1409, Antwerpen, 1460) und Süddeutschland (Augsburg und Nürnberg 1540) hatten sich die Börsen bereits etabliert. Während die Hamburger Bank 1619 gegründet wurde, bestand die Bank der Medici in Brügge schon fast 150 Jahre (1472). Auch die Liquidität der Hansekaufleute war nicht hoch. Beispielhaft sind die Schwierigkeiten Veckinchusens im 15. Jahrhundert für eine Hochzeit 500 Mark aufzubringen, während die Fugger 1519 mit über 500'000 Gulden die Kaiserwahl beeinflussen konnten und davon nur ein Drittel über Unterbeteiligungen refinanziert werden musste. Nach dem Scheitern von Veckinghusens Venediggesellschaft gab es deshalb kaum noch hansischen Handel in Süddeutschland. Auch eine Verlängerung der Wertschöpfungskette nach dem Beispiel der Fugger mit dem Erwerb von Bergwerken gelang den Hansekaufleuten nicht. In Antwerpen, der großen Konkurrenz in Flandern zu Brügge, etablierten sich die Fugger gegen die Hansen.

#### Unzureichende innere Reformen

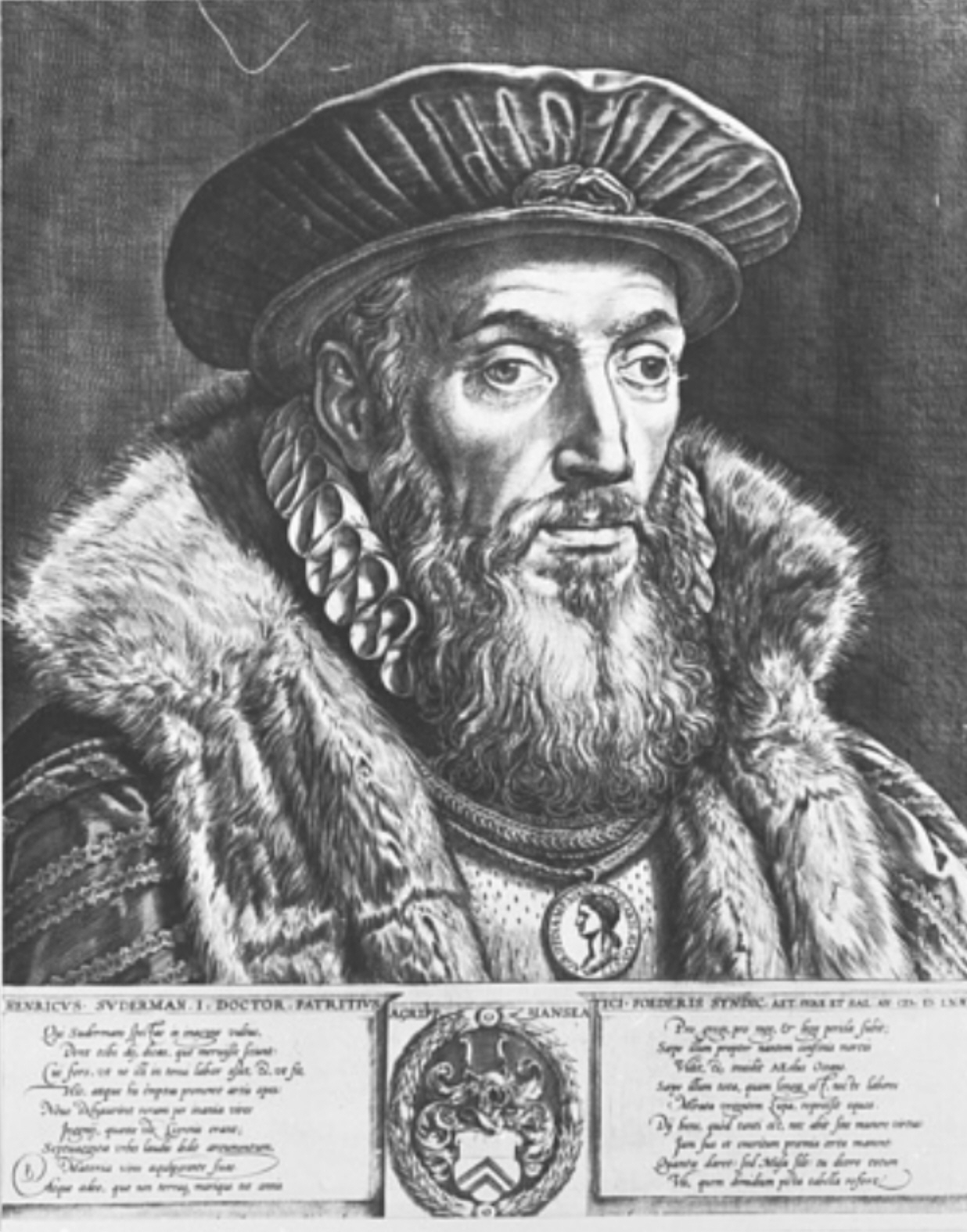
Heinrich Sudermann

Gleichwohl versuchte die Hanse, sich zu reorganisieren, bestellte 1556 den Kölner Heinrich Sudermann zum Syndikus und gab sich damit erstmals einen eigenen Sprecher und Repräsentanten. Nachfolger Sudermanns wurde in der Zeit von 1605 bis 1618 der in Osnabrück gebürtige Stralsunder Syndikus Johann Domann. Es gelang aber nicht, die inneren Interessensgegensätze der Mitgliedsstädte zu überwinden. Das galt nicht nur für die Konkurrenz der großen Seestädte der Hanse untereinander, sondern auch für die grundlegenden Differenzen zwischen den reichen Seestädten und den vergleichsweise armen Binnenstädten der Hanse. Da die zu Lasten der Binnenstädte vorhandene Ungleichheit im Stapelrecht nie nachhaltig austariert wurde, sahen die Binnenstädte die Hanse auch nicht als ihr zentrales Bündnissystem, sondern nur als eine Option, derer man sich nur von Fall zu Fall bediente, wenn es der Stadt direkt nützte.
Nach einer kurzen Zwischenblüte während des spanisch-niederländischen Krieges war seit Beginn des 17. Jahrhunderts der stolze und mächtige Städtebund der Hanse nur noch dem Namen nach ein Bündnis, das sich mit einigen Städten des engeren Kerns gegen diese Entwicklung wehrte. So kam es nicht nur zu gemeinsamen Verteidigungsbündnissen dieser Städte, sondern neben der Beschäftigung des Syndikus Domann auch zur Anstellung eines gemeinsamen Militärführers in der Person des Obersten Friedrich zu Solms-Rödelheim, der auch den gemeinsam beschäftigten Festungsbauer Johan van Valckenburgh aus den Niederlanden zu beaufsichtigen hatte. Der Dreißigjährige Krieg brachte die völlige Auflösung. Ein Vorschlag Spaniens, eine „Hanseatisch-Spanische Compagnie“, die den Handel nach den neuen spanischen Kolonien in Mittelamerika betreiben sollte, scheiterte an den politischen Gegensätzen zwischen den „katholischen“ und „protestantischen“ Machtblöcken.

Senatoren der Senate von Bremen, Hamburg und Lübeck, hier bei einem Treffen 1904 auf der Elbinsel Hamburg-Waltershof

Auf den Hansetagen 1629 und 1641 wurden Hamburg, Bremen und Lübeck beauftragt, das Beste zum Wohle der Hanse zu wahren. 1669 hielten die letzten in der Hanse verbliebenen Städte, Lübeck, Hamburg, Bremen, Danzig, Rostock, Braunschweig, Hildesheim, Osnabrück und Köln den letzten Hansetag in Lübeck ab, wobei die drei erstgenannten den Schutz der im Ausland befindlichen Kontore übernahmen.
1684 forderte Kaiser Leopold die Lübecker Hanse zur Geldhilfe für den Krieg gegen die Türken auf.
Das Kontor in Bergen wurde 1775, der Stalhof (Steelyard) in London 1858 verkauft. Das 1540 nach Antwerpen verlegte Brügger Hansekontor ging 1863 in die Hände der belgischen Regierung über.
Die drei Städte Bremen, Hamburg und Lübeck hielten später noch weiterhin eng zusammen und hatten schon aus Kostengründen gemeinsame diplomatische Vertretungen an Europas Höfen und gemeinsame Konsulate in wichtigen Häfen. Die Ministerresidenten Vincent Rumpff in Paris und James Colquhoun in London schlossen namens der norddeutschen Stadtrepubliken moderne Handels- und Schifffahrtsverträge, aufbauend auf Reziprozität und Meistbegünstigung, ab, die vom Norddeutschen Bund 1867 übernommen und auch vom neuen Kaiserreich noch fortgeführt wurden.

## Organisation
Lübeck galt seit 1294 unangefochten als caput et principium omnium (Deutsch: Haupt und Ursprung aller) und wurde als hovestad der Hanse im 14. und 15. Jahrhundert mehrfach bestätigt. Besondere Rechte gegenüber den anderen Städten der Hanse konnte Lübeck aus dieser Funktion jedoch nicht herleiten. Allerdings gelang es Lübeck häufig, die hervorgehobene Stellung innerhalb der Hanse zur Durchsetzung seiner Interessen einzusetzen, indem es Druck auf kleinere Städte ausübte.
Lübeck lud gewöhnlich zu den Hansetagen ein und war gemäß einem Edikt von Kaiser Karl IV. Appellationsgericht für alle Hansestädte, die nach eigenem Lübischen Recht zu richten hatten.

### Drittel und Viertel
Die Hanse war in Städtegruppen organisiert. Zunächst gab es drei Gruppen, sogenannte Drittel, ab 1554 vier Gruppen, sogenannte Viertel.
1347 wurde in den Statuten des Hansekontores in Brügge zum ersten Mal die Existenz der Drittel erwähnt. Auch im Londoner Kontor gab es eine solche Verwaltung nach Dritteln, in anderen Kontoren hingegen nicht. Das Kontor wurde zu je einem Drittel von den lübisch-sächsischen, westfälisch-preußischen und den gotländisch-livländischen Städten verwaltet. Es wird vermutet, dass diese Aufteilung der damaligen Machtverteilung innerhalb der Hanse entsprach, denn eine rein an regionalen Gesichtspunkten orientierte Aufteilung hätte sicher nicht die weit voneinander entfernten Städte aus Westfalen und Preußen gemeinsam organisiert.
Jedes Drittel wurde von einer Vorort genannten Stadt geführt. Offensichtlich war es vorteilhaft, die führende Stadt innerhalb eines Drittels zu sein, denn schon bald gab es innerhansische Auseinandersetzungen um die Aufteilung und Führung der Drittel. Zu Beginn waren die Hauptorte Lübeck, Dortmund und Visby. Außerdem hielten die Drittel Drittelstage zur Erörterung besonders von flandrischen Fragen ab und ergänzten die Hansetage. Köln löste Dortmund in der Führung des westfälisch-preußischen Drittels ab. Zwischen Visby und Riga wechselte die Führungsrolle im gotländisch-livländischen Drittel mehrfach. Die damalige Bedeutung Lübecks wird auch daran deutlich, dass die Führungsrolle der Stadt im mächtigsten lübisch-wendischen Drittel niemals angegriffen wurde.
Auf dem Hansetag 1554 wurden aus den Dritteln Quartiere gemacht. Lübeck führte fortan das wendische Quartier, Braunschweig und Magdeburg das sächsische, Danzig das preußisch-livländische und Köln das Kölner Quartier an.

### Hansetag

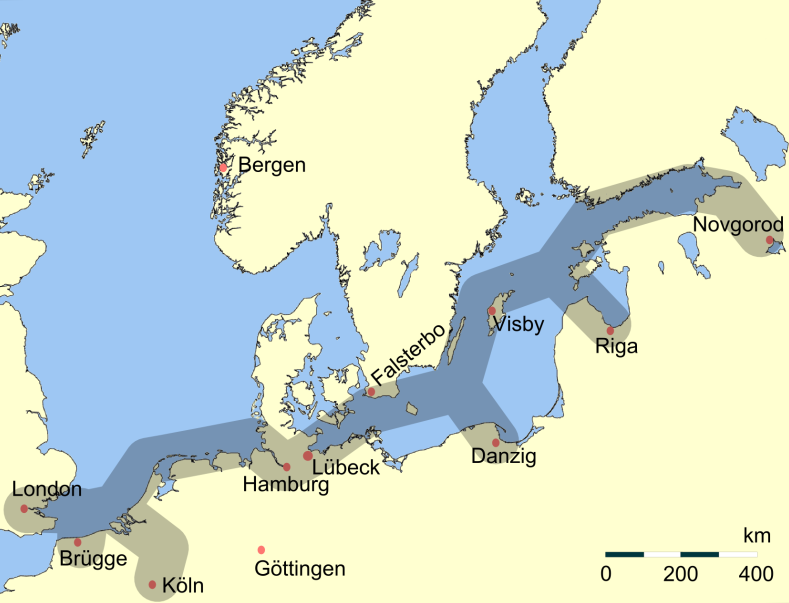
Haupthandelsrouten der Hanse im nordeuropäischen Raum

Der allgemeine Hansetag war das höchste Leitungs- und Beschlussgremium der Hanse. Der erste Hansetag fand 1356, der letzte 1669 statt. Hansetage fanden je nach Bedarf statt, gewöhnlich auf Einladung Lübecks. Zwischen 1356 und 1480 fanden dort 54 Hansetage statt, zehn weitere in Stralsund, drei in Hamburg, zwei in Bremen und jeweils einer in Köln, Lüneburg, Greifswald, Braunschweig (1427) und Uelzen (1470).
Die Tagesordnungspunkte wurden jeweils Monate voraus bekannt gegeben, um den einzelnen Städten bzw. Städtegruppen ausreichend Zeit zur Beratung zu bieten. Lübeck konnte letztlich keine festgelegte Ordnung durchsetzen, welche Städte einzuladen seien, und lud dementsprechend auch unterschiedliche Städte – wohl der jeweiligen Problemstellung folgend – zu den Tagen ein.
Behandelt wurden auf dem Hansetag alle Fragen, welche das Verhältnis der Kaufleute und Städte untereinander oder die Beziehungen zu den Handelspartnern im Ausland betrafen. Beispiele beinhalten:
- Ratifizierung von Verträgen
- Handelsprivilegien
- Wirtschaftssanktionen
- wirtschaftliche Vorschriften aller Art
- diplomatische Aktivitäten der Hanse
- Krieg und Frieden
- finanzielle oder militärische Maßnahmen
- Neuaufnahme oder Ausschluss von Mitgliedern
- Schlichtung von Konflikten zwischen Hansestädten
- Beratung

Der Idee nach sollten die Beschlüsse für alle Mitglieder verbindlich sein. Aber der Hansetag besaß keine den Städten übergeordnete Gewalt. Die Verwirklichung der Beschlüsse hing vom Willen der Städte ab; allein in ihrem Ermessen lag es, Beschlüsse des Hansetages mitzutragen oder eigene Wege zu gehen. Sie fühlten sich deshalb auch nur gebunden, wenn sich die Beschlüsse mit den eigenen lokalen Interessen deckten, andernfalls verweigerten sie ihre Mitwirkung. Ein Beispiel ist die Weigerung Dortmunds, sich dem 1367 in Köln geschlossenen, für die Geschichte der Hanse so folgenreichen Kriegsbündnis der wendischen, preußischen und einiger niederländischer Städte gegen den dänischen König Waldemar IV. anzuschließen. In einem Schreiben an die in Lübeck versammelten Ratsendboten stellte die Stadt fest, sie habe die Kriege der Seestädte noch nie unterstützt und wolle das auch jetzt nicht tun. Umgekehrt ließen 1388 die übrigen Hansestädte, selbst die westfälischen, Dortmund allein, als dessen Souveränität in der Großen Fehde auf dem Spiel stand und es von den versammelten Heeren des Kölner Erzbischofs und des Grafen von der Mark bedroht war. Ähnliche Beispiele gibt es zuhauf.
Die Reise- und Aufenthaltskosten hatten die Städte im Großen und Ganzen selbst zu tragen. Um die Ausgaben zu minimieren, versuchten sie Syndici zu bestimmen, die ihre Interessen vertreten sollten. Auf dem Hansetag des Jahres 1418 wurde allerdings festgelegt, dass alleine die Ratsherren einer Stadt zur Interessenvertretung berechtigt seien.
Im Juli 1669 fand der letzte Hansetag in Lübeck statt, nachdem die Wiederbelebung der Hanse durch den Dreißigjährigen Krieg und die Unfähigkeit des Städtebundes, tragfähige Machtstrukturen zu entwickeln, gescheitert war. Es kamen nur noch neun Delegierte, und sie gingen wieder auseinander, ohne irgendwelche Beschlüsse zu fassen. Die Hanse wurde also niemals formell aufgelöst, sondern ist „sanft“ beendet worden.
(Zu weiteren Hansetagen: siehe Hansetage der Neuzeit.)

### Regionaltag
Neben den Hanse- und Drittelstagen wurden auch sogenannte Regionaltage abgehalten, auf denen sich die Vertreter benachbarter Städte trafen und auch über außerhansische Angelegenheiten berieten. Diese Regionaltage wurden von den Räten der beteiligten Städte organisiert. Sie waren auch für die Umsetzung der Beschlüsse der Versammlungen in den jeweiligen Städten zuständig.

## Wirtschaft

### Handelsgüter
Wirtschaftsgüter mit einem hohen hansischen Handelsvolumen waren vor allem Wachs aus Russland, Stockfisch aus Norwegen, Hering aus Schonen, Salz aus Lüneburg, Getreide aus Preußen und Livland, Bier vor allem aus Wismar. Besonders lukrativ war der Dreieckshandel der vor allem von Lübecker Hansekaufleuten bis 1467 in der Nordsee betrieben wurde: Bier, Getreide, Wein und Tuche wurde nach Bergen exportiert. Dort wurde Stockfisch und Holz gekauft und in England verkauft. Von England nahmen die Lübecker Wolle mit, die in Flandern verkauft wurde. Das in Flandern gekaufte Tuch wurde auch in Lübeck veräußert.

### Schifffahrt

#### Vorteile durch Verbindung von Land- und Seeverkehr

Kraweel Lisa von Lübeck

Die Verbindung von Land- und Seeverkehr in einer Organisation war neben der Gewährung von Privilegien einer der entscheidenden Schritte in die Zukunft, die der Hanse schließlich die monopolartige Vorherrschaft in Handel und Transport auf Nord- und Ostsee bringen sollte. Neue Verkehrswege auf dem Wasser wurden allerdings bis weit ins 14. Jahrhundert von der Hanse nicht erschlossen; man übernahm vielmehr die von Friesen, Sachsen, Engländern und Skandinaviern erschlossenen Verkehrswege. Die Handelspartner und Schiffer wurden verdrängt, oft unter dem Anschein fairer Verträge unter gleichberechtigten Partnern. Beispielhaft dafür ist das Privileg Heinrichs des Löwen an die Gotländer von 1161. Als diese sich weigerten, die Kaufleute aus dem gerade wieder gegründeten Lübeck (1159) als Handelspartner zu akzeptieren, vermittelte Heinrich und gestand den Gotländern in seinem Gebiet die gleichen Rechte zu, wie sie die Gotländer den Deutschen auf ihrer Insel einräumen sollten. Nun konnten die Kaufleute aus Visby, die bis dahin den Zwischenhandel auf der Ostsee beherrschten, ihre Waren allenfalls bis Lübeck bringen, der direkte Weg weiter ins Binnenland blieb ihnen versperrt.

#### Einheitlicher Schiffsbetrieb und einheitliches Seerecht
Ein weiterer Vorteil der Hanseschifffahrt war eine gewisse Rechtssicherheit gegenüber Konkurrenten, ein entwickeltes Seerecht, das Fragen der Befrachtung, der Bemannung, der Verhältnisse an Bord, des Verhaltens im Seenotfall usw. regelte. Die Rechtssicherheit für Hanseschiffe, vor allem im Ausland, war grundlegend für das reibungslose Funktionieren der Verkehrsorganisation. Auch Fragen der technischen Schiffssicherheit und der Seefähigkeit der Schiffe wurden sehr ernst genommen, ebenso wie der Schutz der Handelsschiffe vor Piraterie. Die Schiffe fuhren deshalb meist im Verband in Fahrtgemeinschaften von zwei und drei Schiffen, und ab 1477 mussten größere Hanseschiffe je 20 Bewaffnete an Bord haben. Gegen Kaperungen schützten diese Maßnahmen jedoch nicht immer. In lokalen Legenden erlangten die folgenden Hanseschiffe Berühmtheit: Peter von Danzig (Danzig), Bunte Kuh (Hamburg), Adler von Lübeck, Jesus von Lübeck, Löwe von Lübeck.

### Verkehrswege und Warenflüsse

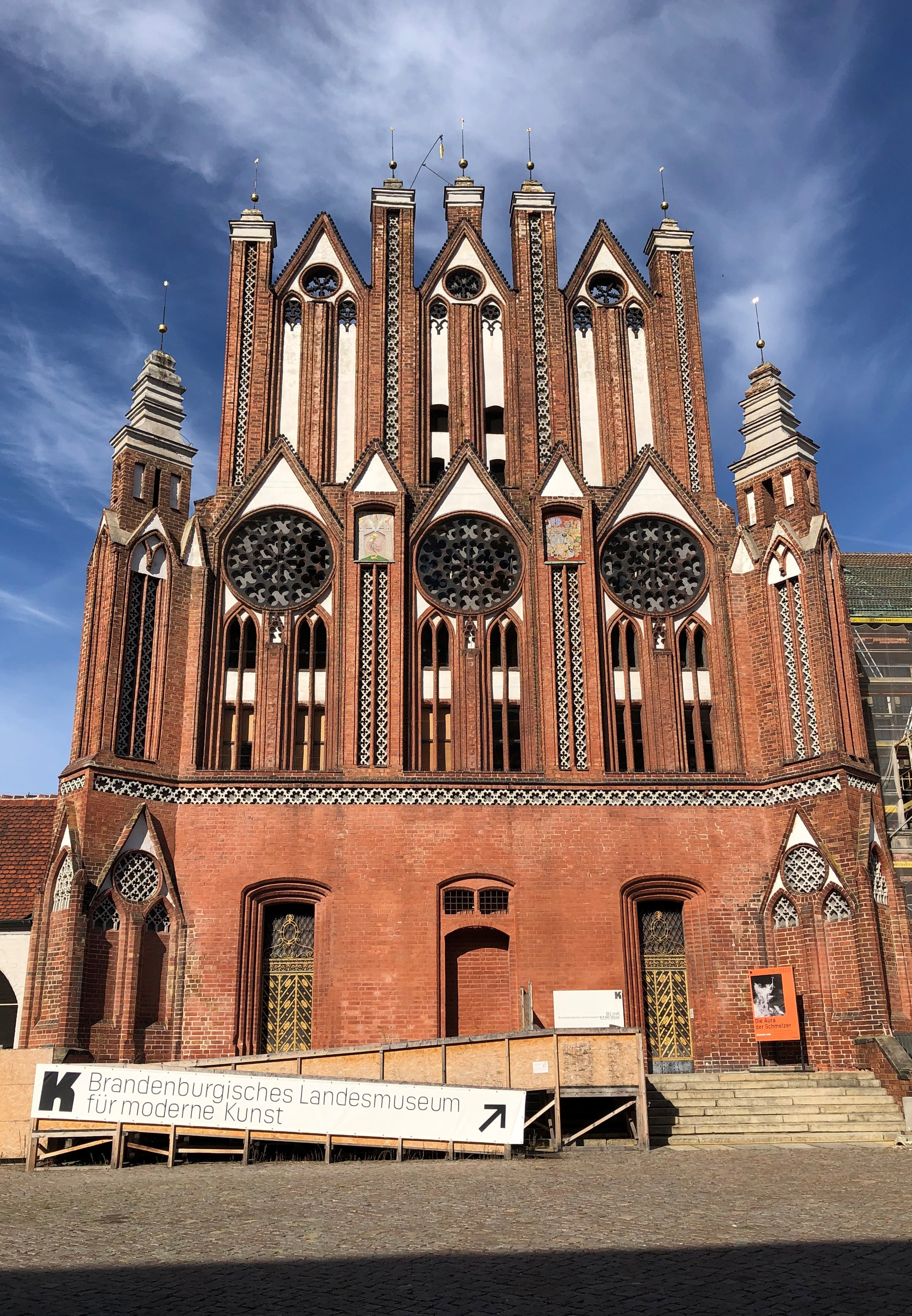
Gotisches Rathaus in Frankfurt (Oder) mit dem hanseatischen Symbol des Herings auf der Giebelspitze

In der Hansezeit stieg das Handelsvolumen über die alten Verkehrswege in ganz Europa und neue Handelsrouten entstanden. Von größter Bedeutung für die Hanse waren der Süd-Nord-Weg über Rhein und Weser nach London sowie der West-Ost-Weg von London durch Nord- und Ostsee bis Nowgorod. Eine weitere wichtige Verbindung war der Weg von Magdeburg über Lüneburg, Bremen oder Lübeck nach Bergen.
Hamburg und Lübeck arbeiteten eng zusammen: Während Hamburg insbesondere den Nordseeraum und Westeuropa abdeckte, orientierte sich der Seeverkehr Lübecks nach Skandinavien und in den Ostseeraum vom Bergener Kontor Bryggen bis nach Nowgorod (Peterhof). Politisch ist der Einfluss Lübecks auch im Hansekontor in Brügge und im Londoner Stalhof von herausragender Bedeutung für die Entwicklung des hansischen Handels gewesen. Der Handelsverkehr zwischen den beiden Hansestädten wurde vorwiegend über Land, beispielsweise über die Alte Salzstraße, durchgeführt, aber auch per Binnenschiff durch den Stecknitz-Kanal, über den auch das Salz aus Lüneburg, eines der wichtigsten Exportgüter Lübecks in Richtung Norden und Osten, transportiert wurde. Das Salz wurde im Ostseeraum benötigt, um Fisch zu konservieren. Der Hering war im Mittelalter für alle Bevölkerungsschichten eine schmackhafte und erschwingliche Alternative zum teureren Fleisch. Darüber hinaus aß man an christlichen Fastentagen und an jedem Freitag Fisch als Fastenspeise.

#### Die rheinische Verkehrslinie
Entlang der alten rheinischen Verkehrslinie wurde seit der Römerzeit vor allem Wein aus der Kölner Gegend gehandelt und Wolle aus England. In beide Richtungen wurden Metallwaren gehandelt, aber auch Produkte aus Italien und Frankreich gelangten auf diesem Weg in den Nordwesten Europas. Mit der Entstehung der Hanse brachten die deutschen Kaufleute immer öfter ihre Waren auf eigenen Schiffen auf die britische Insel und nahmen immer weniger die Dienste der Friesen dafür in Anspruch. An dieser Verkehrslinie lagen die Städte des rheinischen und westfälischen Städtebundes unter Führung von Köln bzw. Dortmund.

#### Die hansische (Ost-West) Linie
Dieser Handelsweg ging von London und Brügge aus in den Ostseeraum, zunächst vor allem nach Skandinavien. Der Handel wurde belebt durch die Christianisierung Skandinaviens und des südlichen Ostseeraumes und wurde zunächst von den Gotländern dominiert. Diese handelten die Ostwaren, Pelze und Wachs aus dem nordöstlichen Ostseeraum sowie Lebensmittel aus Nordwesteuropa (Butter, Getreide, Vieh und Fisch) auf dieser Route unter Umfahrung von Jütland. Auch friesische Händler waren aktiv und brachten die Ware häufig über Eider und Schlei aus dem Nord- in den Ostseeraum und umgekehrt. Nach der (Wieder-)Gründung Lübecks intensivierten deutsche Händler den Warenaustausch über Elbe, Alster und Trave. In der Ostsee setzte mit dem Gotländer Frieden 1160 die Verdrängung der Gotländer durch Deutsche ein. Die steigende Nachfrage nach Waren durch die im Rahmen der Ostkolonisation neu gegründeten und schnell wachsenden deutschen Städte bzw. Staaten (Preußen und Livland) im Ostseeraum belebte den Handel auf diesem Weg zusätzlich. Neben der starken Ostkolonisation fand im kleineren Rahmen eine deutsche Kolonisation in Skandinavien statt: Deutsche Handwerker und Kaufleute ließen sich z. B. in Visby und Bergen nieder und nahmen später über Jahrzehnte paritätisch an der Stadtverwaltung teil. Anders als im südlichen Ostseeraum wurde die einheimische Bevölkerung dabei aber nicht dominiert. Zusätzliche Bedeutung erhielt dieser Seeweg, weil es entlang der Ostseeküste keine befestigten (Römer-)straßen gab und das Gebiet abseits der Städte nur sehr dünn besiedelt war. Entlang dieser Linie lagen die wendischen, preußischen und livländischen Städte. Die Führung der gleichnamigen Städtebünde hatten Lübeck, Danzig und Riga inne.

#### Der Süd-Nord-Weg von Magdeburg nach Bergen
Dieser Weg war ebenfalls sehr alt und verband die Harzer Bergwerke und die Salinen Lüneburgs mit den Fischvorkommen in Südschweden und Norwegen. Auch von den Gävlefischern in Nordschweden gefangener Hering wurde mit dem Lüneburger Salz haltbar gemacht und an die Hanse verkauft. Die Städte am Süd-Nord-Weg gehörten dem sächsischen Städtebund mit den Vororten Braunschweig und Magdeburg sowie dem wendischen Bund an.

### Kontore

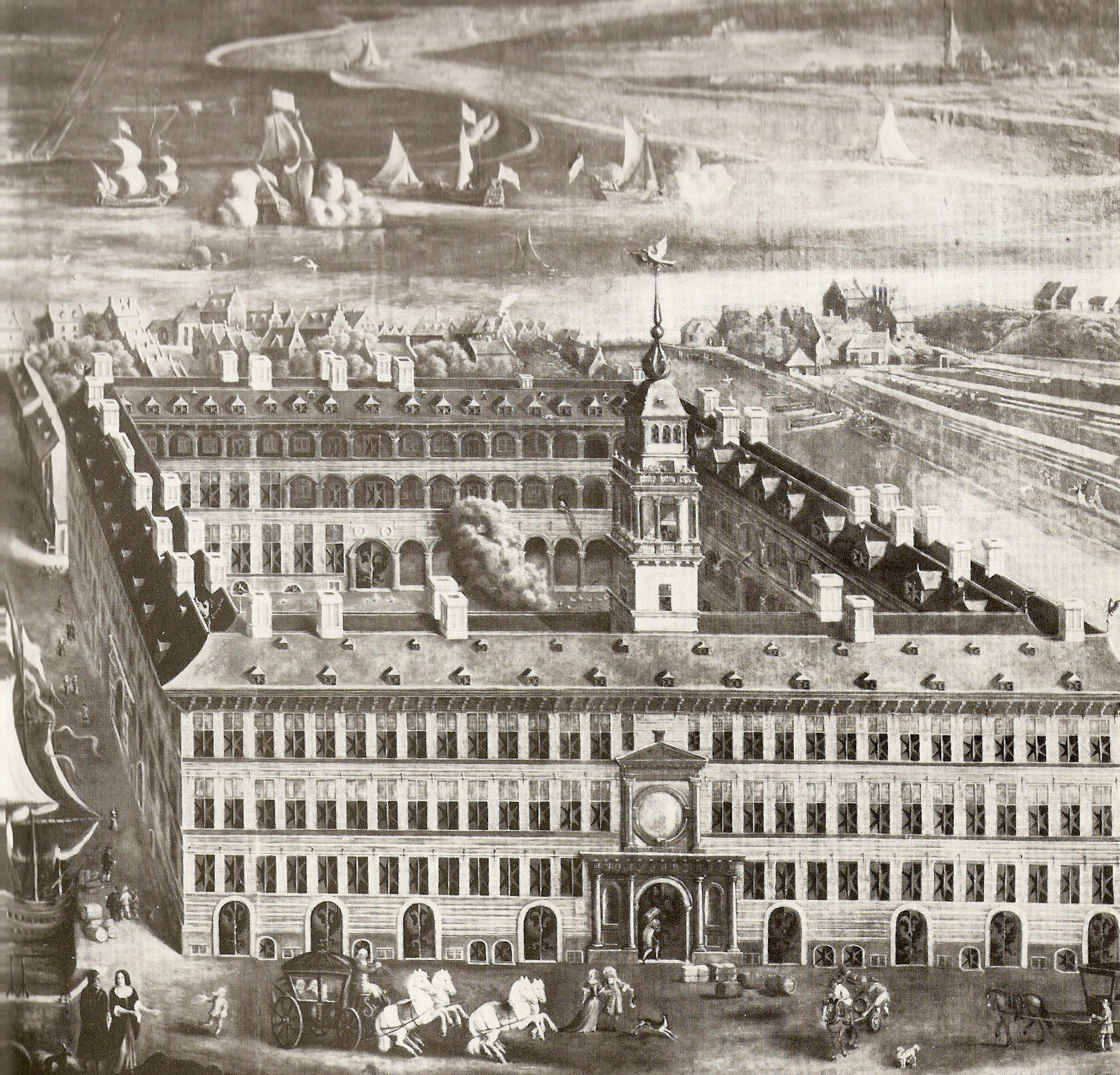
Kontorgebäude der Hanse in Antwerpen

Innerhalb ihres Machtbereiches gründete die Hanse unzählige Niederlassungen. Von noch größerer Bedeutung aber waren ihre Außenposten an den wichtigsten Handelsplätzen im Ausland, die Kontore. Kontore der Hanse waren in Nowgorod der Peterhof, in Bergen die Tyske Bryggen, in London der Stalhof und das Hansekontor in Brügge; an ihrer Spitze standen gewählte Oldermänner und Beisitzer. Ihre Aufgabe war es, den Schutz der kaufmännischen Interessen gegenüber den auswärtigen Mächten wahrzunehmen, zugleich aber auch, die Einhaltung der den Kaufleuten zugestandenen Freiheiten durch die Kaufleute selbst zu überwachen, zu deren Befolgung diese sich bei der Aufnahme in die Kontorgemeinschaft eidlich verpflichten mussten. Ferner gab es Statuten, die das Zusammenleben der Kaufleute und Fragen des örtlichen Handels regelten. Sie hatten eine eigene Kasse und führten ein eigenes Siegel, sie galten jedoch nicht als eigenständige Mitglieder der Hanse.
Die sogenannte Nowgoroder Schra ist die einzige vollständig erhaltene Sammlung von Vorschriften eines der vier Hansekontore.

### Hansekaufleute

Kaufmann Georg Giese aus Danzig, im Londoner Stalhof an seinem Arbeitsplatz (1532, 34 Jahre alt)

Der auf sich allein gestellte, das volle Risiko tragende, nur auf eigene Rechnung Handel treibende Kaufmann war in der Hanse des 14. und 15. Jahrhunderts der Ausnahmefall. Der typische Hansekaufmann des späten Mittelalters war Mitglied einer oder mehrerer Handelsgesellschaften. Seit dem 12. Jahrhundert sind die einfache Selschop, eine kurzfristige Gelegenheitsgesellschaft, bei der ein Kaufmann auf die Handelsreise Kapital oder Ware eingibt, Risiko und Gewinn geteilt wurden, und die Sendeve, das Kommissionsgeschäft, bei dem der Gewinn des beauftragten Kaufmanns durch festen Lohn oder eine Provision ersetzt wurde und der Auftraggeber das alleinige Risiko trug, überliefert. Bei dem am häufigsten vorkommenden Typ der freien Gesellschaft brachten zwei oder mehr Partner Kapital in gleicher oder unterschiedlicher Höhe ein; Gewinnausschüttung und Verlustzuweisung erfolgten je nach Anteil. Es gab neben den aktiven Gesellschaftern häufig auch mehrere stille Teilhaber. Gewöhnlich blieb die Dauer der Gesellschaft auf wenige Jahre befristet. Gerade die größeren Hansekaufleute mit Handelsbeziehungen zwischen Ost und West waren in mehreren solcher Gesellschaften vertreten, um das Risiko besser zu verteilen. Bei der Wahl der Gesellschaftspartner spielten verwandtschaftliche Beziehungen immer eine große Rolle.
Philippe Dollinger stellt einige dieser Kaufleute schlaglichthaft heraus: den Hamburger Kaufmann Winand Miles; Johann Wittenborg aus Lübeck ob der Tragik seiner Biographie; den Dortmunder Tidemann Lemberg ob seiner Skrupellosigkeit; den deutschstämmigen Stockholmer Johann Nagel ob seiner Assimilationskraft; die europaweit agierenden Brüder um Hildebrand Veckinchusen für die unterschiedlichen Erfolgsvarianten einer interfamiliären kaufmännischen Zusammenarbeit; den Lübecker Hinrich Castorp als Beispiel für den nahezu klassischen Hansekaufmann seiner Zeit und die Gebrüder Mulich als Beispiel des Einbruchs der Hansekaufleute im oberdeutschen Handel. In der zeitgenössischen Kunstszene stachen die Porträts der Hansekaufleute im Londoner Stalhof hervor, die Hans Holbein der Jüngere abbildete. Jacob van Utrecht porträtierte den erfolgreichen Kaufmann des beginnenden 16. Jahrhunderts in seiner Arbeitsumgebung und mit den notwendigen Utensilien. König Ludwig I. von Bayern nahm den Lübecker Bürgermeister Bruno von Warendorp stellvertretend für die Hansekaufleute und ihre Führungskraft in seine Walhalla auf.
Ein Beispiel für den erfolgreichen Hansekaufmann des 17. Jahrhunderts ist sicher der Lübecker Thomas Fredenhagen, der trotz veränderter Handelsströme noch von Lübeck aus sehr erfolgreich weltweit im Wettbewerb mit Bremern und Hamburgern agierte.

## Nachwirkungen

### Treuhänder und Erben
Wo immer die Hanse als Bezugspunkt städtischer Traditionen beschworen wird, gelten die Hanseaten als weltoffen, urban, nüchtern und zuverlässig, aristokratisch-reserviert und steif. Lübeck, Hamburg und Bremen werden mit solchen Klischees gern verbunden. Die Städte nahmen den Begriff „Hansestadt“ allerdings erst im 19. Jahrhundert in ihren Staatstitel auf – über eineinhalb Jahrhunderte, nachdem die Hanse bereits erloschen war. Nach der Wiedervereinigung stellten auch Rostock, Wismar, Stralsund und Greifswald den Begriff „Hansestadt“ ihrem Stadtnamen voran. Noch heute ist die Hanse in den Autokennzeichen all dieser Städte zu erkennen. Seit 1994 hat Demmin den Zusatznamen Hansestadt und seit 2012 darf auch Warburg in Nordrhein-Westfalen den Zusatz Hansestadt führen.

### Hansaplatz und Hansaport
Die Hanse wird den positiven Erscheinungen der Geschichte zugerechnet. Wo immer eine Stadt einst der Hanse angehört hat, scheint dies ihr Ansehen zu heben, und es lässt sich damit werben. Plätze, Straßen und Bauten erinnern daran: Hansaplatz, Hansastraße, Hanseatenweg, Hansahof, Hanse-Viertel, Hansaport sind Beispiele aus Hamburg und Lübeck. Zahlreiche öffentliche und private Bauten und Firmen beschwören vermeintliche Hansetradition und führen Bezeichnungen wie Hanse, Hansa, hanseatisch oder hansisch als Bestandteil ihres Namens. Das weist oft auf ihren Sitz oder ihre Zuständigkeit hin, etwa im Fall eines Hanseatischen Oberlandesgerichts, einer Hanseatischen Versicherungsanstalt von 1891, des Hansa-Parks, der Deutschen Lufthansa oder des Fußballvereins Hansa Rostock. Zumeist dient es jedoch als eine Art Gütesiegel, das markenrechtlich nur sehr eingeschränkt, zumeist nur als Bildmarke, schutzfähig ist, wobei das Hansa-Pils aus Dortmund eine Ausnahme darstellt.
Ferner war die  14. Panzergrenadierdivision der Bundeswehr nach der Hanse benannt.

### Hansebund der Neuzeit
1980 wurde in Zwolle der Städtebund Die Hanse als Lebens- und Kulturgemeinschaft der Städte über die Grenzen hinweg gegründet. Mit fast 200 Mitgliedsstädten und -gemeinden ist der Städtebund Die Hanse die größte freiwillige Städtegemeinschaft der Welt. Ihr Ziel ist die Fortführung der Tradition der Hanse als Beitrag zur europäischen Integration, der Ausbau der Zusammenarbeit zwischen den Hansestädten sowie die Förderung des Tourismus. Seitdem wird in jedem Jahr ein Internationaler Hansetag der Neuzeit in einer ehemaligen Hansestadt abgehalten.
Als Neue Hanse bezeichnet sich ein Zusammenschluss der Staaten Dänemark, Estland, Finnland, Irland, Lettland, Litauen, Niederlande und Schweden zur gemeinsamen Interessensvertretung auf der EU-Ebene.

### Europäisches Hansemuseum
In der Altstadt Lübecks wurde 2015 das Europäische Hansemuseum eröffnet. Während des Abrisses der vorherigen Gebäude am zukünftigen Standort des Museums kam es zu umfangreichen archäologischen Funden. Diese Funde wurden in die Ausstellung des Museums integriert. Neben der Geschichte der Hanse werden auch stadtgeschichtliche Ereignisse und die Geschichte der Verbreitung des Lübischen Rechts gezeigt.

### Hanseatisches Museum und Schötstuben
In Bergen auf Bryggen, Norwegen, befinden sich das Hanseatische Museum und die Schötstuben.

### UNESCO-Weltdokumentenerbe
Am 18. Mai 2023 hat die UNESCO 17 Dokumente zur Geschichte der Hanse in ihre Liste des Weltdokumentenerbes aufgenommen. Diese Dokumente bzw. teilweise auch Dokumentenkonvolute wurden zuvor auf einem vom Archiv der Hansestadt Lübeck initiierten internationalen Kongress ausgewählt und bei der UNESCO eingereicht. Hierbei handelt es sich um Zollbücher, Sitzungsprotokolle, Privilegien und Urkunden aus den Jahren 1192 bis 1547 aus sechs europäischen Staaten.

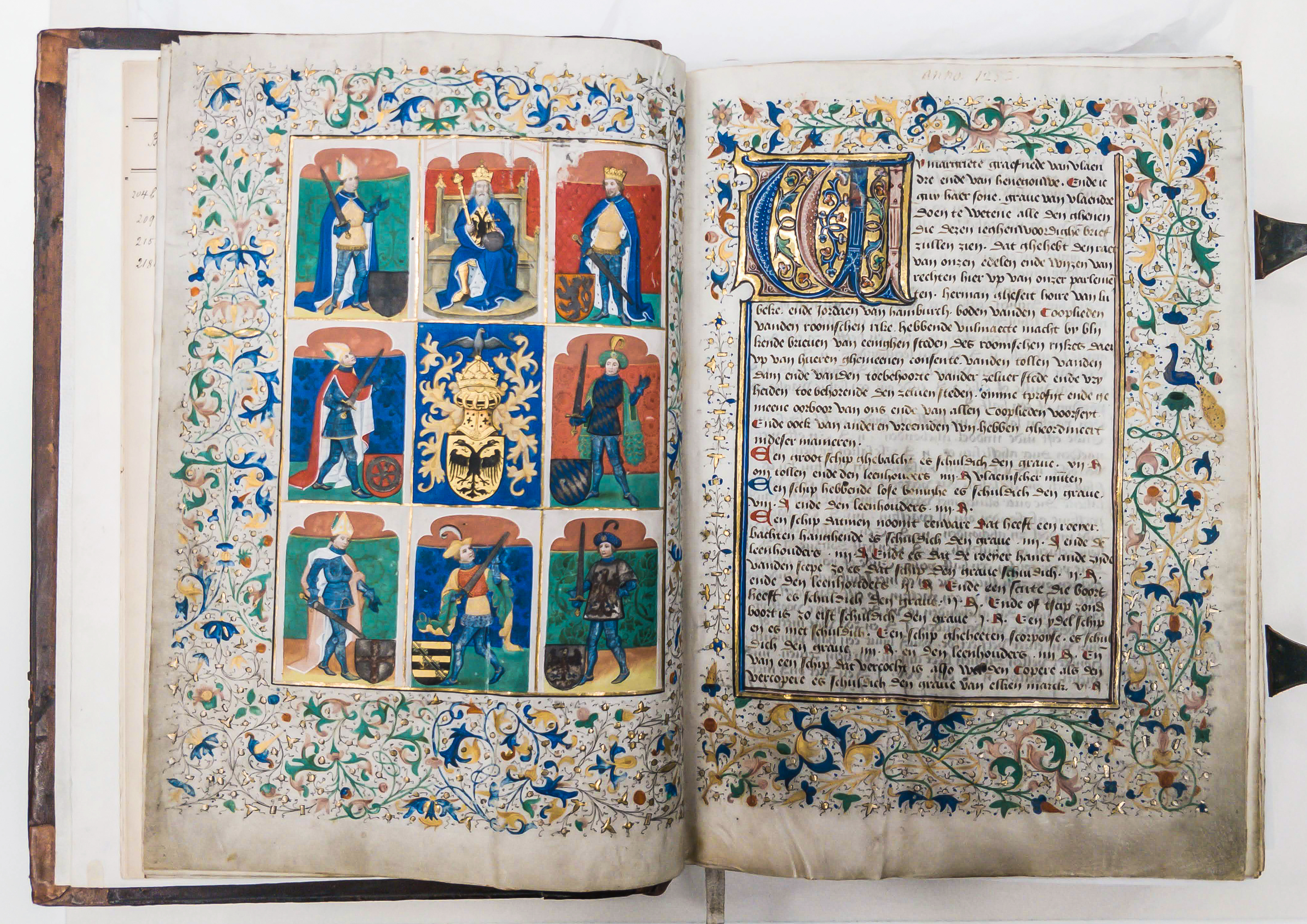
Großer Hansischer Privilegar, Historisches Archiv der Stadt Köln

Dazu gehören nach der Aufstellung des federführenden Archivs der Hansestadt Lübeck:
- die Rezesssammlungen der Hansetage 1369 bis 1517 in den Archiven von Köln, Bremen und Hamburg
- der Handelsvertrag mit dem Fürsten Jaroslaw von Nowgorod (1191/92) im Staatsarchiv Lettlands in Riga
- das Privileg von König Erik II. von Norwegen (1294) im Staatsarchiv Bremen
- das Prunkkopiar des Brügger Kontors (Großer Hansischer Privilegar A, 1252–1486) im Historischen Archiv der Stadt Köln
- das Privileg des Königs Eduard VI. von England (1547) im Archiv der Hansestadt Lübeck
- die Zweite Nowgoroder Schra von vor 1298 im Staatsarchiv Lettlands in Riga
- die Urkunden des Hansekontors in Brügge (1458–1502) im Stadtarchiv Brügge
- die Kontorordnung des Londoner Stalhofs von 1554 im Archiv der Hansestadt Lübeck
- die Protokollbücher des Handelsgerichts des Kontors Bergen der Zeit von 1633 bis 1759 im Archiv der Hansestadt Lübeck
- das Hamburger Rote Stadtbuch mit Schiffrecht (also Seerecht) der Jahre 1301–1306 im Hamburger Staatsarchiv
- der Aufruf zum Flandernboykott (1358) im Archiv der Hansestadt Lübeck
- die Kölner Konföderation (1368) im Archiv der Hansestadt Lübeck
- die Pfundzollbücher zum zweiten hansischen Pfundzoll der Jahre 1368–1371 im Archiv der Hansestadt Lübeck, dem Hamburger Staatsarchiv sowie dem Staatsarchiv Toruń
- der Friede von Stralsund (1370) im Stadtarchiv der Hansestadt Stralsund
- die Tohopesate vom 31. Oktober 1476 im Stadtarchiv Braunschweig
- die Briefe und Handelsbücher des Kaufmanns Hildebrand Veckinchusen (1398–1429) im Stadtarchiv Tallinn
- das Russisch-Niederdeutsche Sprachlehrbuch des Tönnies Fonne von 1607 aus der Bibliotheca Thottiana auf Schloss Gavnø, heute in der Königlichen Bibliothek Kopenhagen

### Linguistische Bedeutung
Die mittelniederdeutsche Sprache der Hanse, welche die Lingua franca des Mittelalters in Nordeuropa war, beeinflusste die Entwicklung der skandinavischen Sprachen deutlich.

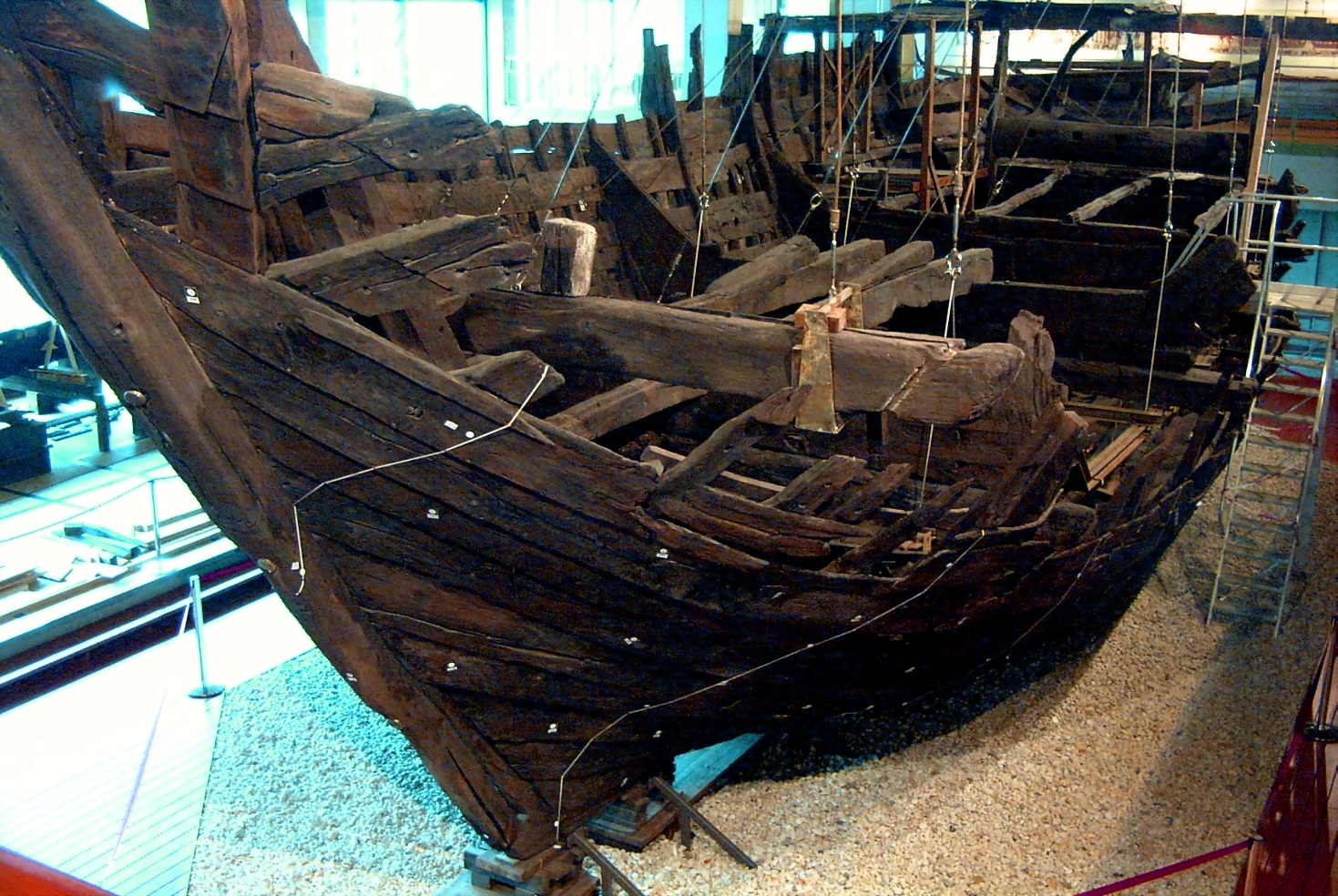
Eine Hansekogge.
Im ausgehenden 14. Jahrhundert wurden die Koggen mehr und mehr vom ähnlichen Holk, danach vom Kraweel abgelöst.

### Geschichte einzelner Hansestädte
Die Geschichte der Hanse als loser Städtebund ist untrennbar mit den Einzelgeschichtsschreibungen der wesentlichen Mitgliedsstädte verbunden, die, da sie nicht immer einig waren und durchaus eigene Interessen verfolgten, die Hanse im Licht ihrer Geschichte durchaus unterschiedlich bewerten:
- Geschichte Anklams
- Geschichte Braunschweigs
- Geschichte Bremens
- Geschichte Danzigs
- Geschichte Demmins
- Geschichte Dortmunds
- Geschichte Duisburgs
- Geschichte Greifswalds
- Geschichte Hamburgs
- Geschichte Kölns
- Geschichte Lübecks
- Geschichte Lüneburgs
- Geschichte Münsters
- Geschichte Revals
- Geschichte Rigas
- Geschichte Rostocks
- Geschichte Soests
- Geschichte Stades
- Geschichte Stralsunds
- Geschichte von Visby
- Geschichte Wismars

## Literatur

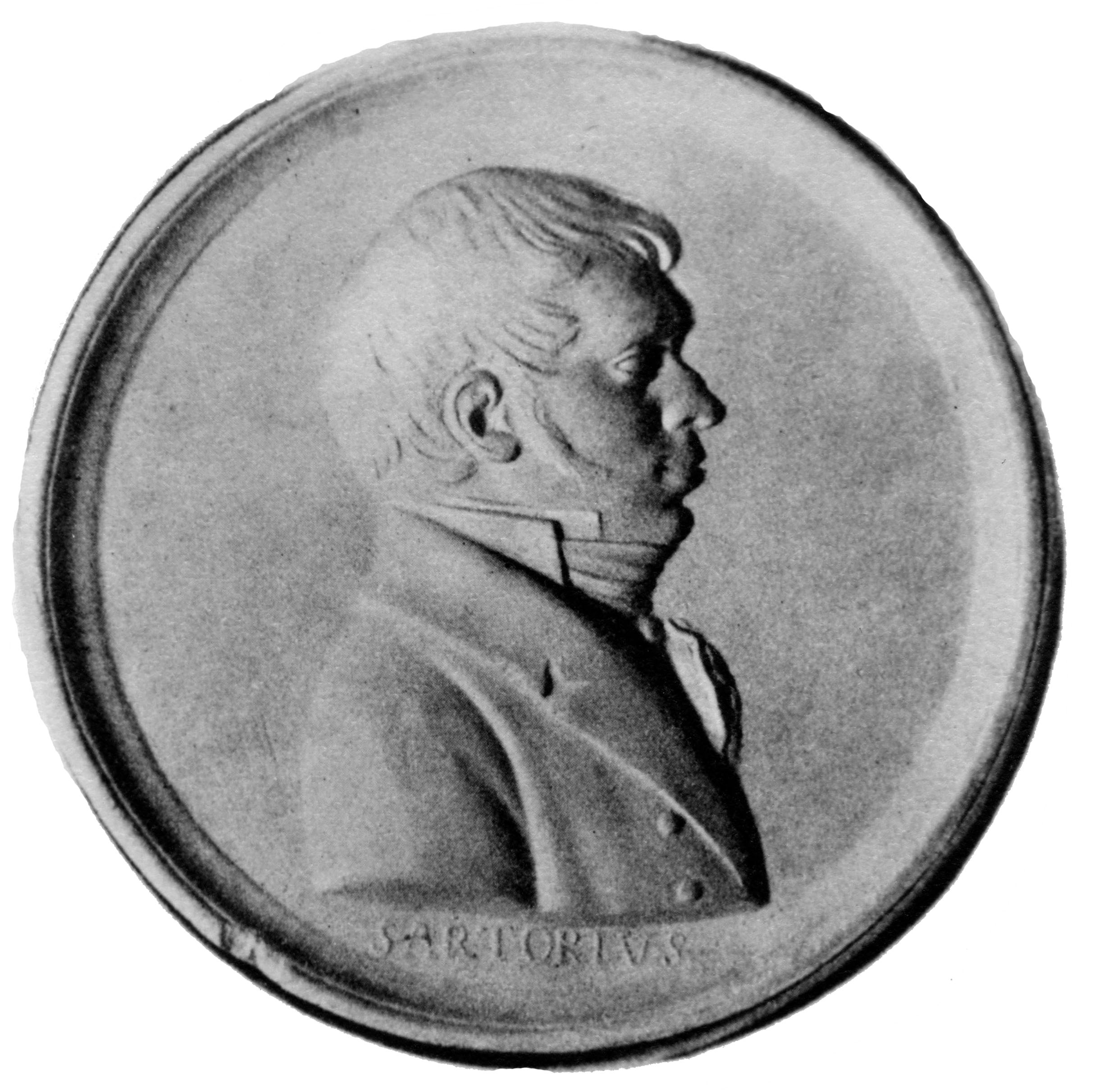
Georg Friedrich Sartorius, Begründer der Hanseforschung

## Belege
1. ↑  Ernst Pitz: Bürgereinung und Städteeinung. Böhlau Verlag, Köln/Weimar 2001, ISBN 3-412-11500-2, 3.2.6 Zum Stande der Forschung, S. 336 ff.
2. ↑  P.A.F. van Veen en N. van der Sijs: Etymologisch woordenboek: de herkomst van onze woorden. Van Dale Lexicografie, Utrecht / Antwerpen 1997.
3. ↑  M. Philippa, F. Debrabandere, A. Quak, T. Schoonheim en N. van der Sijs: Etymologisch Woordenboek van het Nederlands. Amsterdam (2003–2009).
4. ↑  J. de Vries: Nederlands Etymologisch Woordenboek. Leiden, 1971.
5. ↑  Karl Pagel: Die Hanse. Georg Westermann Verlag, Braunschweig, ISBN 3-89340-007-9, S. 22.
6. 1 2 3 4 5  Andreas Fiedler: Das Erbe der Hanse. In: mittelstand-anzeiger.de. Abgerufen am 13. Juni 2023.
7. ↑  Philippe Dollinger: Die Hanse. Kröner, Stuttgart 1998, ISBN 3-520-37105-7.
8. 1 2  Karl Pagel: Die Hanse. Georg Westermann Verlag, Braunschweig, ISBN 3-89340-007-9, S. 29.
9. ↑  So R. de Roover, R. S. Lopez
10. ↑  Die Front des Handelskriegs, der zeitweise auch militärisch ausgetragen wurde, zog sich diagonal durch die heutigen Niederlande: Die Städte in der Grafschaft Geldern, an Süd- und Ostseite der Zuiderzee und an der IJssel gehörten der Hanse an, die holländischen und flämischen standen auf der anderen Seite.
11. ↑  Dirk Schunamm et al. (Hg.): Früher Backsteinbau zwischen Ostsee und Alpen, Lukas Verlag, 2024, ISBN 978-3-936872-75-0. S. 166 ff., Ulrich Lamm: Früher Backstein in den friesischen Seelanden → S. 172, Steinbau vor Beginn des hochmittelalterlichen Backsteinbaus
12. ↑  V. a. Ministeriale und Altfreie
13. ↑  Die sie, wohlgemerkt, selbst beherrschten!
14. ↑  Bremens Urkundenbuch 1 1871 Lfg. 4-6. In: brema.suub.uni-bremen.de. 1871, S. 457, abgerufen am 8. Juli 2024.
15. ↑  Karl Pagel: Die Hanse. Georg Westermann Verlag, Braunschweig, ISBN 3-89340-007-9, S. 48–49.
16. ↑  Carsten Jahnke: Die Hanse. Philipp Reclam jun. Verlag, Stuttgart 2014, ISBN 978-3-15-019206-1, S. 196.
17. ↑  Rainer Hank, Werner Plumpe: Wie wir reich wurden: eine kleine Geschichte unseres Wohlstandes. Köln 2013, ISBN 978-3-8062-2831-1.
18. 1 2  Carsten Jahnke: Die Hanse. Philipp Reclam jun. Verlag, Stuttgart 2014, ISBN 978-3-15-019206-1, S. 185.
19. ↑  Carsten Jahnke: Die Hanse. Philipp Reclam jun. Verlag, Stuttgart 2014, ISBN 978-3-15-019206-1, S. 204 und 209.
20. ↑  Helmut Pemsel: Seeherrschaft. Eine maritime Weltgeschichte. Augsburg, 1995.
21. ↑  Margareta Skantze „Där brast ett ädelt hjärta: Kung Kristian II och hans värld“ („Dort brach ein edles Herz. König Christian II und seine Welt“), ISBN 978-91-978681-3-6
22. ↑  Carsten Jahnke: Die Hanse. Philipp Reclam jun. Verlag, Stuttgart 2014, ISBN 978-3-15-019206-1, S. 139.
23. ↑  Carsten Jahnke: Die Hanse. Philipp Reclam jun. Verlag, Stuttgart 2014, ISBN 978-3-15-019206-1, S. 156.
24. ↑  Carsten Jahnke: Die Hanse. Philipp Reclam jun. Verlag, Stuttgart 2014, ISBN 978-3-15-019206-1, S. 160 f.
25. ↑  Carsten Jahnke: Die Hanse. Philipp Reclam jun. Verlag, Stuttgart 2014, ISBN 978-3-15-019206-1, S. 155.
26. ↑  Carsten Jahnke: Die Hanse. Philipp Reclam jun. Verlag, Stuttgart 2014, ISBN 978-3-15-019206-1, S. 211.
27. ↑  Stefan Selzer: Die mittelalterliche Hanse. S. 79.
28. ↑  Jahnke, S. 181
29. ↑  Jahnke, S. 155
30. ↑  Stefanie Bischof: Internationaler Städtebund DIE HANSE: Beispiel für grenzüberschreitende interkommunale Zusammenarbeit in Europa. Hansestadt Lübeck 2022, S. 201–204 (vhw.de [PDF]).
31. ↑  Neue Hanse. In: FuW. 9. Juni 2020, abgerufen am 7. November 2023.
32. ↑  Dokumente zur Geschichte der Hanse. Abgerufen am 11. August 2025.
33. ↑  Annalena Sippl: Vier neue Kulturgüter aus Deutschland. In: Tagesschau. ARD, 18. Mai 2023, abgerufen am 19. Mai 2023.
34. ↑  Überblick. Abgerufen am 8. Juli 2024.